# Danh sách thị trấn tại Việt Nam
Thị trấn là đơn vị hành chính đô thị cấp xã của Việt Nam, trực thuộc huyện. Tính đến ngày 1 tháng 2 năm 2025, Việt Nam có 617 thị trấn.
Tỉnh có nhiều thị trấn nhất là Thanh Hóa với 32 thị trấn, tiếp theo là thành phố Hà Nội với 21 thị trấn, tỉnh Ninh Thuận chỉ có 3 thị trấn còn thành phố Đà Nẵng không có thị trấn nào. Hầu hết các thị trấn đều được xếp vào đô thị loại V (cấp đô thị thấp nhất tại Việt Nam). Tuy nhiên, có 64 thị trấn là đô thị loại IV (bao gồm cả 7 thị trấn thuộc 5 huyện là đô thị loại IV).

## Đông Bắc Bộ
Khu vực Đông Bắc Bộ có 97 thị trấn, gồm các tỉnh: Bắc Giang (14 thị trấn), Bắc Kạn (7 thị trấn), Cao Bằng (14 thị trấn), Hà Giang (13 thị trấn), Lạng Sơn (14 thị trấn), Phú Thọ (12 thị trấn), Quảng Ninh (7 thị trấn), Thái Nguyên (10 thị trấn) và Tuyên Quang (6 thị trấn).
| Thị trấn              | Trực thuộc   | Trực thuộc     | Diện tích (km²) | Dân số (người) | Mật độ dân số (người/km²) | Thành lập | Loại đô thị |
| Thị trấn              | Huyện        | Tỉnh/Thành phố | Diện tích (km²) | Dân số (người) | Mật độ dân số (người/km²) | Thành lập | Loại đô thị |
| --------------------- | ------------ | -------------- | --------------- | -------------- | ------------------------- | --------- | ----------- |
| An Châu               | Sơn Động     | Bắc Giang      | 20,22           | 9.416          | 466                       | 1991      | V           |
| Bắc Lý                | Hiệp Hòa     | Bắc Giang      | 12,90           | 15.279         | 1.184                     | 2022      | IV          |
| Biển Động             | Lục Ngạn     | Bắc Giang      | 18,65           | 9.334          | 500                       | 2025      | V           |
| Bố Hạ                 | Yên Thế      | Bắc Giang      | 7,27            | 10.408         | 1.432                     | 1957      | V           |
| Cao Thượng            | Tân Yên      | Bắc Giang      | 9,44            | 13.323         | 1.411                     | 1997      | V           |
| Đồi Ngô               | Lục Nam      | Bắc Giang      | 13,69           | 20.206         | 1.475                     | 1997      | IV          |
| Kép                   | Lạng Giang   | Bắc Giang      | 9,64            | 11.832         | 1.227                     | 1959      | V           |
| Nhã Nam               | Tân Yên      | Bắc Giang      | 5,60            | 8.200          | 1.464                     | 2003      | V           |
| Phì Điền              | Lục Ngạn     | Bắc Giang      | 7,29            | 5.726          | 785                       | 2025      | V           |
| Phồn Xương            | Yên Thế      | Bắc Giang      | 8,55            | 8.436          | 987                       | 2019      | V           |
| Phương Sơn            | Lục Nam      | Bắc Giang      | 8,45            | 8.380          | 991                       | 2022      | V           |
| Tây Yên Tử            | Sơn Động     | Bắc Giang      | 82,06           | 5.959          | 73                        | 2019      | V           |
| Thắng                 | Hiệp Hòa     | Bắc Giang      | 11,35           | 18.833         | 1.659                     | 1957      | IV          |
| Vôi                   | Lạng Giang   | Bắc Giang      | 12,13           | 16.855         | 1.390                     | 1997      | IV          |
| Bằng Lũng             | Chợ Đồn      | Bắc Kạn        | 27,28           | 6.523          | 239                       | 1985      | V           |
| Chợ Rã                | Ba Bể        | Bắc Kạn        | 4,15            | 4.499          | 1.084                     |           | V           |
| Đồng Tâm              | Chợ Mới      | Bắc Kạn        | 22,67           | 5.853          | 258                       | 2020      | V           |
| Nà Phặc               | Ngân Sơn     | Bắc Kạn        | 62,45           | 6.459          | 103                       | 1980      | V           |
| Phủ Thông             | Bạch Thông   | Bắc Kạn        | 21,97           | 3.679          | 167                       | 1995      | V           |
| Vân Tùng              | Ngân Sơn     | Bắc Kạn        | 51,10           | 5.590          | 109                       | 2023      | V           |
| Yến Lạc               | Na Rì        | Bắc Kạn        | 17,65           | 5.280          | 299                       | 1985      | V           |
| Bảo Lạc               | Bảo Lạc      | Cao Bằng       | 11,03           | 8.767          | 794                       |           | V           |
| Đông Khê              | Thạch An     | Cao Bằng       | 14,97           | 6.711          | 448                       | 1999      | V           |
| Hòa Thuận             | Quảng Hòa    | Cao Bằng       | 37,99           | 6.477          | 170                       | 2007      | V           |
| Nguyên Bình           | Nguyên Bình  | Cao Bằng       | 26,38           | 6.011          | 227                       |           | V           |
| Nước Hai              | Hòa An       | Cao Bằng       | 21,27           | 13.304         | 625                       |           | V           |
| Pác Miầu              | Bảo Lâm      | Cao Bằng       | 40,36           | 6.105          | 151                       | 2006      | V           |
| Quảng Uyên            | Quảng Hòa    | Cao Bằng       | 18,46           | 6.089          | 330                       |           | V           |
| Tà Lùng               | Quảng Hòa    | Cao Bằng       | 6,36            | 7.573          | 1.190                     | 1999      | V           |
| Thanh Nhật            | Hạ Lang      | Cao Bằng       | 15,80           | 5.212          | 329                       | 2006      | V           |
| Thông Nông            | Hà Quảng     | Cao Bằng       | 9,35            | 5.087          | 544                       | 1999      | V           |
| Tĩnh Túc              | Nguyên Bình  | Cao Bằng       | 22,56           | 4.205          | 190                       | 1963      | V           |
| Trà Lĩnh              | Trùng Khánh  | Cao Bằng       | 14,90           | 5.356          | 359                       | 2020      | V           |
| Trùng Khánh           | Trùng Khánh  | Cao Bằng       | 13,81           | 6.843          | 496                       | 1958      | V           |
| Xuân Hòa              | Hà Quảng     | Cao Bằng       | 33,95           | 5.991          | 164                       | 2006      | V           |
| Cốc Pài               | Xín Mần      | Hà Giang       | 16,47           | 6.890          | 418                       | 2009      | V           |
| Đồng Văn              | Đồng Văn     | Hà Giang       | 30,31           | 7.845          | 258                       | 2009      | V           |
| Mèo Vạc               | Mèo Vạc      | Hà Giang       | 14,41           | 7.208          | 500                       | 1999      | V           |
| Nông trường Việt Lâm  | Vị Xuyên     | Hà Giang       | 16,47           | 6.092          | 369                       | 1967      | V           |
| Phố Bảng              | Đồng Văn     | Hà Giang       | 11,31           | 2.811          | 249                       | 1961      | V           |
| Tam Sơn               | Quản Bạ      | Hà Giang       | 12,30           | 6.572          | 534                       | 1999      | V           |
| Vị Xuyên              | Vị Xuyên     | Hà Giang       | 15,00           | 9.147          | 609                       | 1994      | V           |
| Việt Quang            | Bắc Quang    | Hà Giang       | 45,33           | 17.348         | 382                       | 1986      | IV          |
| Vinh Quang            | Hoàng Su Phì | Hà Giang       | 6,37            | 7.582          | 1.190                     | 1999      | V           |
| Vĩnh Tuy              | Bắc Quang    | Hà Giang       | 10,8            | 5.812          | 538                       | 1957      | V           |
| Yên Bình              | Quang Bình   | Hà Giang       | 47,50           | 8.307          | 174                       | 2010      | V           |
| Yên Minh              | Yên Minh     | Hà Giang       | 30,47           | 8.129          | 267                       | 1999      | V           |
| Yên Phú               | Bắc Mê       | Hà Giang       | 67,23           | 8.532          | 126                       | 2009      | V           |
| Bắc Sơn               | Bắc Sơn      | Lạng Sơn       | 14,91           | 6.402          | 429                       | 1985      | V           |
| Bình Gia              | Bình Gia     | Lạng Sơn       | 37,34           | 8.521          | 228                       |           | V           |
| Cao Lộc               | Cao Lộc      | Lạng Sơn       | 2,76            | 7.521          | 2.725                     | 1994      | V           |
| Chi Lăng              | Chi Lăng     | Lạng Sơn       | 20,78           | 7.321          | 352                       | 1983      | V           |
| Đình Lập              | Đình Lập     | Lạng Sơn       | 6,37            | 5.728          | 899                       | 1977      | V           |
| Đồng Đăng             | Cao Lộc      | Lạng Sơn       | 7               | 10.584         | 1.366                     |           | IV          |
| Đồng Mỏ               | Chi Lăng     | Lạng Sơn       | 35,64           | 14.275         | 401                       |           | V           |
| Hữu Lũng              | Hữu Lũng     | Lạng Sơn       | 4,8             | 12.335         | 2.569                     | 1965      | V           |
| Lộc Bình              | Lộc Bình     | Lạng Sơn       | 17,77           | 9.427          | 531                       |           | V           |
| Na Dương              | Lộc Bình     | Lạng Sơn       | 11,15           | 8.292          | 743                       | 1984      | V           |
| Na Sầm                | Văn Lãng     | Lạng Sơn       | 14,68           | 6.229          | 424                       |           | V           |
| Nông trường Thái Bình | Đình Lập     | Lạng Sơn       | 11,62           | 5.530          | 475                       | 1965      | V           |
| Thất Khê              | Tràng Định   | Lạng Sơn       | 0,86            | 6.871          | 7.989                     |           | V           |
| Văn Quan              | Văn Quan     | Lạng Sơn       | 16,84           | 5.427          | 322                       | 1985      | V           |
| Cẩm Khê               | Cẩm Khê      | Phú Thọ        | 17,78           | 15.070         | 848                       | 2019      | V           |
| Đoan Hùng             | Đoan Hùng    | Phú Thọ        | 5,13            | 7.165          | 1.397                     | 1994      | V           |
| Hạ Hòa                | Hạ Hòa       | Phú Thọ        | 10,03           | 8.295          | 827                       | 1997      | V           |
| Hùng Sơn              | Lâm Thao     | Phú Thọ        | 4,7             | 9.444          | 2.009                     | 2005      | V           |
| Hưng Hóa              | Tam Nông     | Phú Thọ        | 4,53            | 4.455          | 983                       | 1997      | V           |
| Lâm Thao              | Lâm Thao     | Phú Thọ        | 5,89            | 7.621          | 1.293                     | 1997      | V           |
| Phong Châu            | Phù Ninh     | Phú Thọ        | 9,38            | 16.836         | 1.795                     | 1989      | V           |
| Tân Phú               | Tân Sơn      | Phú Thọ        |                 |                |                           | 2024      | V           |
| Thanh Ba              | Thanh Ba     | Phú Thọ        | 4,81            | 8.201          | 1.705                     | 1995      | V           |
| Thanh Sơn             | Thanh Sơn    | Phú Thọ        | 4,15            | 15.404         | 3.712                     | 1997      | V           |
| Thanh Thủy            | Thanh Thủy   | Phú Thọ        | 9,24            | 5.561          | 602                       | 2010      | V           |
| Yên Lập               | Yên Lập      | Phú Thọ        | 11,96           | 8.074          | 675                       | 1997      | V           |
| Ba Chẽ                | Ba Chẽ       | Quảng Ninh     | 6,99            | 4.635          | 663                       | 1977      | V           |
| Bình Liêu             | Bình Liêu    | Quảng Ninh     | 45,18           | 7.683          | 170                       | 1977      | V           |
| Cái Rồng              | Vân Đồn      | Quảng Ninh     | 8,8             | 9.520          | 1.082                     | 1981      | IV          |
| Cô Tô                 | Cô Tô        | Quảng Ninh     | 6,5             | 3.136          | 482                       | 1999      | V           |
| Đầm Hà                | Đầm Hà       | Quảng Ninh     | 3,37            | 7.900          | 2.344                     | 1991      | V           |
| Quảng Hà              | Hải Hà       | Quảng Ninh     | 26,02           | 14.815         | 569                       | 1979      | IV          |
| Tiên Yên              | Tiên Yên     | Quảng Ninh     | 7,07            | 7.519          | 1.064                     | 1955      | IV          |
| Chợ Chu               | Định Hóa     | Thái Nguyên    | 4,47            | 6.526          | 1.460                     | 1958      | V           |
| Đình Cả               | Võ Nhai      | Thái Nguyên    | 10,16           | 3.810          | 375                       | 1990      | V           |
| Đu                    | Phú Lương    | Thái Nguyên    | 9,4             | 8.583          | 913                       | 1994      | V           |
| Giang Tiên            | Phú Lương    | Thái Nguyên    | 3,81            | 3.605          | 946                       | 1977      | V           |
| Hóa Thượng            | Đồng Hỷ      | Thái Nguyên    | 13,38           | 13.871         | 1.037                     | 2023      | V           |
| Hùng Sơn              | Đại Từ       | Thái Nguyên    | 14,63           | 25.051         | 1.712                     | 2013      | IV          |
| Hương Sơn             | Phú Bình     | Thái Nguyên    | 9,78            | 9.456          | 967                       | 2003      | V           |
| Quân Chu              | Đại Từ       | Thái Nguyên    | 11,85           | 4.036          | 341                       | 2011      | V           |
| Sông Cầu              | Đồng Hỷ      | Thái Nguyên    | 10,4            | 6.482          | 623                       | 2011      | V           |
| Trại Cau              | Đồng Hỷ      | Thái Nguyên    | 6,27            | 5.947          | 949                       | 1962      | V           |
| Lăng Can              | Lâm Bình     | Tuyên Quang    | 73,33           | 8.373          | 114                       | 2021      | V           |
| Na Hang               | Na Hang      | Tuyên Quang    | 43,63           | 7.289          | 167                       | 1987      | V           |
| Sơn Dương             | Sơn Dương    | Tuyên Quang    | 20,74           | 20.413         | 984                       | 1994      | V           |
| Tân Yên               | Hàm Yên      | Tuyên Quang    | 33,23           | 11.155         | 336                       | 1985      | V           |
| Vĩnh Lộc              | Chiêm Hóa    | Tuyên Quang    | 7,27            | 8.594          | 1.182                     | 1946      | V           |
| Yên Sơn               | Yên Sơn      | Tuyên Quang    | 29,21           | 22.041         | 755                       | 2021      | V           |

## Tây Bắc Bộ
Khu vực Tây Bắc Bộ có 49 thị trấn, gồm các tỉnh: Điện Biên (5 thị trấn), Hòa Bình (10 thị trấn), Lai Châu (7 thị trấn), Lào Cai (9 thị trấn), Sơn La (8 thị trấn) và Yên Bái (10 thị trấn).
| Thị trấn              | Trực thuộc     | Trực thuộc     | Diện tích (km²) | Dân số (người) | Mật độ dân số (người/km²) | Thành lập | Loại đô thị |
| Thị trấn              | Huyện          | Tỉnh/Thành phố | Diện tích (km²) | Dân số (người) | Mật độ dân số (người/km²) | Thành lập | Loại đô thị |
| --------------------- | -------------- | -------------- | --------------- | -------------- | ------------------------- | --------- | ----------- |
| Điện Biên Đông        | Điện Biên Đông | Điện Biên      | 18,9            | 3.448          | 182                       | 2005      | V           |
| Mường Ảng             | Mường Ảng      | Điện Biên      | 6,46            | 5.365          | 830                       | 1997      | V           |
| Mường Chà             | Mường Chà      | Điện Biên      | 10,26           | 4.151          | 405                       | 1997      | V           |
| Tủa Chùa              | Tủa Chùa       | Điện Biên      | 14,49           | 8.184          | 565                       | 1989      | V           |
| Tuần Giáo             | Tuần Giáo      | Điện Biên      | 17,60           | 8.034          | 456                       | 1965      | V           |
| Ba Hàng Đồi           | Lạc Thủy       | Hòa Bình       | 27,11           | 7.372          | 272                       | 2019      | V           |
| Bo                    | Kim Bôi        | Hòa Bình       | 13,27           | 14.401         | 1.085                     | 1978      | V           |
| Cao Phong             | Cao Phong      | Hòa Bình       | 9,45            | 6.241          | 660                       | 1994      | V           |
| Chi Nê                | Lạc Thủy       | Hòa Bình       | 14,82           | 7.743          | 522                       | 1990      | V           |
| Đà Bắc                | Đà Bắc         | Hòa Bình       | 14,84           | 7.472          | 504                       | 1990      | V           |
| Hàng Trạm             | Yên Thủy       | Hòa Bình       | 32,14           | 11.503         | 358                       | 1994      | V           |
| Lương Sơn             | Lương Sơn      | Hòa Bình       | 17,3            | 14.248         | 824                       | 1986      | IV          |
| Mai Châu              | Mai Châu       | Hòa Bình       | 13,02           | 5.938          | 456                       | 1990      | V           |
| Mãn Đức               | Tân Lạc        | Hòa Bình       | 40,01           | 14.655         | 366                       | 2019      | V           |
| Vụ Bản                | Lạc Sơn        | Hòa Bình       | 13,57           | 9.497          | 700                       | 1957      | V           |
| Mường Tè              | Mường Tè       | Lai Châu       | 12,45           | 5.850          | 470                       | 1987      | V           |
| Nậm Nhùn              | Nậm Nhùn       | Lai Châu       | 29,95           | 5.745          | 191                       | 2011      | V           |
| Phong Thổ             | Phong Thổ      | Lai Châu       | 44,42           | 6.316          | 142                       | 2004      | V           |
| Sìn Hồ                | Sìn Hồ         | Lai Châu       | 9,51            | 6.215          | 653                       | 1977      | V           |
| Tam Đường             | Tam Đường      | Lai Châu       | 23,00           | 7.398          | 322                       | 2004      | V           |
| Tân Uyên              | Tân Uyên       | Lai Châu       | 70,95           | 14.028         | 198                       | 2008      | V           |
| Than Uyên             | Than Uyên      | Lai Châu       | 9,62            | 8.062          | 838                       | 1991      | V           |
| Bát Xát               | Bát Xát        | Lào Cai        | 15,24           | 6.933          | 455                       | 1994      | V           |
| Bắc Hà                | Bắc Hà         | Lào Cai        | 1,83            | 6.378          | 3.452                     | 1975      | V           |
| Khánh Yên             | Văn Bàn        | Lào Cai        | 7,5             | 8.536          | 1.138                     | 1989      | V           |
| Mường Khương          | Mường Khương   | Lào Cai        | 35,65           | 9.635          | 270                       | 2010      | V           |
| Nông trường Phong Hải | Bảo Thắng      | Lào Cai        | 91,06           | 9.031          | 99                        | 1977      | V           |
| Phố Lu                | Bảo Thắng      | Lào Cai        | 22,19           | 10.802         | 487                       | 1979      | IV          |
| Phố Ràng              | Bảo Yên        | Lào Cai        | 13,6            | 10.033         | 737                       | 1986      | V           |
| Si Ma Cai             | Si Ma Cai      | Lào Cai        | 15,01           | 5.652          | 377                       | 2020      | V           |
| Tằng Loỏng            | Bảo Thắng      | Lào Cai        | 36,12           | 6.947          | 192                       | 1986      | V           |
| Bắc Yên               | Bắc Yên        | Sơn La         | 8,92            | 6.871          | 770                       | 1999      | V           |
| Hát Lót               | Mai Sơn        | Sơn La         | 13,76           | 20.034         | 1.445                     | 1977      | IV          |
| Ít Ong                | Mường La       | Sơn La         | 34,85           | 18.362         | 526                       | 2007      | V           |
| Mường Giàng           | Quỳnh Nhai     | Sơn La         |                 |                |                           | 2024      | V           |
| Quang Huy             | Phù Yên        | Sơn La         | 1,05            | 9.207          | 8.769                     | 1977      | V           |
| Sông Mã               | Sông Mã        | Sơn La         | 4,47            | 10.438         | 2.335                     | 1977      | V           |
| Thuận Châu            | Thuận Châu     | Sơn La         | 1,04            | 12.432         | 11.953                    |           | V           |
| Yên Châu              | Yên Châu       | Sơn La         | 1,15            | 6.795          | 5.908                     | 1988      | V           |
| Cổ Phúc               | Trấn Yên       | Yên Bái        | 4,36            | 5.788          | 1.328                     | 1989      | V           |
| Mậu A                 | Văn Yên        | Yên Bái        | 8,11            | 11.596         | 1.430                     | 1987      | V           |
| Mù Cang Chải          | Mù Cang Chải   | Yên Bái        | 7,06            | 3.425          | 485                       | 1998      | V           |
| Nông trường Liên Sơn  | Văn Chấn       | Yên Bái        | 11,77           | 6.095          | 517                       | 1968      | V           |
| Nông trường Trần Phú  | Văn Chấn       | Yên Bái        | 18,92           | 7.325          | 387                       | 1968      | V           |
| Sơn Thịnh             | Văn Chấn       | Yên Bái        | 31,52           | 8.831          | 280                       | 2020      | V           |
| Thác Bà               | Yên Bình       | Yên Bái        | 12,61           | 6.024          | 477                       | 1977      | V           |
| Trạm Tấu              | Trạm Tấu       | Yên Bái        | 3,73            | 2.926          | 784                       | 1998      | V           |
| Yên Bình              | Yên Bình       | Yên Bái        | 25              | 12.143         | 485                       | 1986      | V           |
| Yên Thế               | Lục Yên        | Yên Bái        | 15,07           | 9.861          | 654                       | 1987      | V           |

## Đồng bằng sông Hồng
Khu vực Đồng bằng sông Hồng có 103 thị trấn, gồm các tỉnh, thành phố trực thuộc trung ương: Hà Nội (21 thị trấn), Hải Phòng (7 thị trấn), Bắc Ninh (5 thị trấn), Hà Nam (4 thị trấn), Hải Dương (10 thị trấn), Hưng Yên (8 thị trấn), Nam Định (15 thị trấn), Ninh Bình (6 thị trấn), Thái Bình (9 thị trấn) và Vĩnh Phúc (18 thị trấn).
| Thị trấn    | Trực thuộc  | Trực thuộc     | Diện tích (km²) | Dân số (người) | Mật độ dân số (người/km²) | Thành lập | Loại đô thị |
| Thị trấn    | Huyện       | Tỉnh/Thành phố | Diện tích (km²) | Dân số (người) | Mật độ dân số (người/km²) | Thành lập | Loại đô thị |
| ----------- | ----------- | -------------- | --------------- | -------------- | ------------------------- | --------- | ----------- |
| Chờ         | Yên Phong   | Bắc Ninh       | 5,45            | 18.738         | 3.438                     | 1998      | IV          |
| Gia Bình    | Gia Bình    | Bắc Ninh       | 4,36            | 8.203          | 1.881                     | 2002      | V           |
| Lim         | Tiên Du     | Bắc Ninh       | 5,12            | 13.055         | 2.550                     | 1998      | V           |
| Nhân Thắng  | Gia Bình    | Bắc Ninh       | 8,18            | 10.572         | 1.292                     | 2024      | V           |
| Thứa        | Lương Tài   | Bắc Ninh       | 6,92            | 10.795         | 1.560                     | 1998      | V           |
| Bình Mỹ     | Bình Lục    | Hà Nam         | 14,62           | 13.341         | 913                       | 1987      | V           |
| Kiện Khê    | Thanh Liêm  | Hà Nam         | 7,52            | 9.201          | 1.223                     | 1984      | V           |
| Tân Thanh   | Thanh Liêm  | Hà Nam         | 11,76           | 9.496          | 807                       | 2019      | V           |
| Vĩnh Trụ    | Lý Nhân     | Hà Nam         | 5,11            | 10.886         | 2.130                     | 1987      | V           |
| Chi Đông    | Mê Linh     | Hà Nội         | 4,86            | 9.861          | 2.029                     | 2008      | V           |
| Chúc Sơn    | Chương Mỹ   | Hà Nội         | 5,52            | 9.254          | 1.676                     | 1990      | V           |
| Đại Nghĩa   | Mỹ Đức      | Hà Nội         | 4,9             | 8.015          | 1.636                     | 2004      | V           |
| Đông Anh    | Đông Anh    | Hà Nội         | 4,57            | 25.274         | 5.530                     | 1982      | V           |
| Kim Bài     | Thanh Oai   | Hà Nội         | 4,32            | 7.069          | 1.636                     | 1994      | V           |
| Liên Quan   | Thạch Thất  | Hà Nội         | 2,91            | 6.552          | 2.252                     | 1994      | V           |
| Phú Minh    | Phú Xuyên   | Hà Nội         | 1,22            | 4.795          | 3.930                     | 1986      | V           |
| Phú Xuyên   | Phú Xuyên   | Hà Nội         | 6,86            | 9.970          | 1.453                     | 1986      | V           |
| Phúc Thọ    | Phúc Thọ    | Hà Nội         | 3,86            | 8.720          | 2.259                     | 1994      | V           |
| Phùng       | Đan Phượng  | Hà Nội         | 2,97            | 10.605         | 3.571                     | 1994      | V           |
| Quang Minh  | Mê Linh     | Hà Nội         | 8,9             | 19.126         | 2.148                     | 2008      | V           |
| Quốc Oai    | Quốc Oai    | Hà Nội         | 5,03            | 14.491         | 2.881                     | 1988      | V           |
| Sóc Sơn     | Sóc Sơn     | Hà Nội         | 0,82            | 4.849          | 5.913                     | 1987      | V           |
| Tây Đằng    | Ba Vì       | Hà Nội         | 12,05           | 15.582         | 1.293                     | 1994      | V           |
| Thường Tín  | Thường Tín  | Hà Nội         | 0,74            | 6.178          | 8.349                     | 1988      | V           |
| Trạm Trôi   | Hoài Đức    | Hà Nội         | 1,22            | 6.217          | 5.096                     | 1994      | V           |
| Trâu Quỳ    | Gia Lâm     | Hà Nội         | 7,35            | 23.772         | 3.234                     | 2005      | V           |
| Văn Điển    | Thanh Trì   | Hà Nội         | 0,9             | 16.762         | 18.624                    | 1958      | V           |
| Vân Đình    | Ứng Hòa     | Hà Nội         | 5,39            | 14.340         | 2.660                     | 1965      | V           |
| Xuân Mai    | Chương Mỹ   | Hà Nội         | 10,52           | 23.265         | 2.211                     | 1984      | V           |
| Yên Viên    | Gia Lâm     | Hà Nội         | 1,02            | 15.029         | 14.739                    | 1959      | V           |
| Cẩm Giang   | Cẩm Giàng   | Hải Dương      | 5,57            | 8.308          | 1.492                     | 2019      | V           |
| Gia Lộc     | Gia Lộc     | Hải Dương      | 7,67            | 18.307         | 2.387                     | 1994      | V           |
| Kẻ Sặt      | Bình Giang  | Hải Dương      | 3,02            | 10.359         | 3.430                     | 1958      | V           |
| Lai Cách    | Cẩm Giàng   | Hải Dương      | 7,15            | 11.200         | 1.566                     | 1998      | V           |
| Nam Sách    | Nam Sách    | Hải Dương      | 4,55            | 11.931         | 2.622                     | 1989      | V           |
| Ninh Giang  | Ninh Giang  | Hải Dương      | 1,66            | 6.224          | 3.749                     | 1965      | V           |
| Phú Thái    | Kim Thành   | Hải Dương      | 2,68            | 6.216          | 2.319                     | 1995      | V           |
| Thanh Hà    | Thanh Hà    | Hải Dương      | 5,27            | 8.368          | 1.588                     | 1997      | V           |
| Thanh Miện  | Thanh Miện  | Hải Dương      | 9,59            | 14.884         | 1.552                     | 1996      | V           |
| Tứ Kỳ       | Tứ Kỳ       | Hải Dương      | 4,38            | 7.656          | 1.748                     | 1997      | V           |
| An Lão      | An Lão      | Hải Phòng      | 1,66            | 4.849          | 2.921                     | 1993      | V           |
| Cát Bà      | Cát Hải     | Hải Phòng      | 18,7            | 12.054         | 645                       | 1957      | V           |
| Cát Hải     | Cát Hải     | Hải Phòng      | 2,94            | 6.093          | 2.072                     | 1988      | V           |
| Núi Đối     | Kiến Thụy   | Hải Phòng      | 1,59            | 3.603          | 2.266                     | 1987      | V           |
| Tiên Lãng   | Tiên Lãng   | Hải Phòng      | 6,23            | 14.849         | 2.383                     | 1987      | V           |
| Trường Sơn  | An Lão      | Hải Phòng      | 3,6             | 8.372          | 2.326                     | 2007      | V           |
| Vĩnh Bảo    | Vĩnh Bảo    | Hải Phòng      | 2,52            | 8.435          | 3.343                     | 1986      | V           |
| Ân Thi      | Ân Thi      | Hưng Yên       | 7,7             | 9.445          | 1.227                     | 1996      | V           |
| Khoái Châu  | Khoái Châu  | Hưng Yên       | 4,35            | 8.146          | 1.873                     | 1997      | V           |
| Lương Bằng  | Kim Động    | Hưng Yên       | 7,43            | 9.991          | 1.345                     | 2002      | V           |
| Như Quỳnh   | Văn Lâm     | Hưng Yên       | 7,07            | 20.604         | 2.914                     | 1999      | IV          |
| Trần Cao    | Phù Cừ      | Hưng Yên       | 4,8             | 6.196          | 1.291                     | 2000      | V           |
| Văn Giang   | Văn Giang   | Hưng Yên       | 6,84            | 11.347         | 1.659                     | 1999      | V           |
| Vương       | Tiên Lữ     | Hưng Yên       | 2,28            | 5.282          | 2.317                     | 1995      | V           |
| Yên Mỹ      | Yên Mỹ      | Hưng Yên       | 4,22            | 14.404         | 3.413                     | 1994      | V           |
| Cát Thành   | Trực Ninh   | Nam Định       | 8,3             | 14.577         | 1.756                     | 2006      | V           |
| Cổ Lễ       | Trực Ninh   | Nam Định       | 4,93            | 12.158         | 2.466                     | 1984      | V           |
| Cồn         | Hải Hậu     | Nam Định       | 2,15            | 7.274          | 3.383                     | 1958      | V           |
| Giao Thủy   | Giao Thủy   | Nam Định       | 2,16            | 6.006          | 2.780                     | 1986      | V           |
| Gôi         | Vụ Bản      | Nam Định       | 4,75            | 7.340          | 1.545                     | 1986      | V           |
| Lâm         | Ý Yên       | Nam Định       | 6,86            | 10.857         | 1.583                     | 1986      | V           |
| Liễu Đề     | Nghĩa Hưng  | Nam Định       | 4,18            | 6.254          | 1.496                     | 1987      | V           |
| Nam Giang   | Nam Trực    | Nam Định       | 7,02            | 17.833         | 2.540                     | 2003      | V           |
| Ninh Cường  | Trực Ninh   | Nam Định       | 7,43            | 10.244         | 1.378                     | 2017      | V           |
| Quất Lâm    | Giao Thủy   | Nam Định       | 7,59            | 9.726          | 1.281                     | 2003      | V           |
| Quỹ Nhất    | Nghĩa Hưng  | Nam Định       | 5,46            | 6.274          | 1.146                     | 2007      | V           |
| Rạng Đông   | Nghĩa Hưng  | Nam Định       | 13,1            | 5.882          | 449                       | 1987      | V           |
| Thịnh Long  | Hải Hậu     | Nam Định       | 15,68           | 23.500         | 1.498                     | 1997      | IV          |
| Xuân Trường | Xuân Trường | Nam Định       | 6,16            | 8.547          | 1.388                     | 2003      | V           |
| Yên Định    | Hải Hậu     | Nam Định       | 1,76            | 10.000         | 5.681                     | 1986      | V           |
| Bình Minh   | Kim Sơn     | Ninh Bình      | 9,15            | 3.600          | 393                       | 1987      | V           |
| Nho Quan    | Nho Quan    | Ninh Bình      | 14,96           | 19.544         | 1306                      | 1953      | V           |
| Phát Diệm   | Kim Sơn     | Ninh Bình      | 1,05            | 10.687         | 10.178                    | 1987      | V           |
| Thịnh Vượng | Gia Viễn    | Ninh Bình      | 3,4             | 5.574          | 1.639                     | 2025      | V           |
| Yên Ninh    | Yên Khánh   | Ninh Bình      | 8,12            | 14.236         | 1.753                     | 1996      | V           |
| Yên Thịnh   | Yên Mô      | Ninh Bình      | 7,63            | 9.036          | 1.184                     | 1997      | V           |
| An Bài      | Quỳnh Phụ   | Thái Bình      | 7               | 9.400          | 1.342                     | 2005      | V           |
| Diêm Điền   | Thái Thụy   | Thái Bình      | 12,82           | 22.170         | 1.729                     | 1986      | IV          |
| Đông Hưng   | Đông Hưng   | Thái Bình      | 0,65            | 4.332          | 6.664                     | 1986      | V           |
| Hưng Hà     | Hưng Hà     | Thái Bình      | 5,5             | 8.000          | 1.454                     | 1989      | V           |
| Hưng Nhân   | Hưng Hà     | Thái Bình      | 8,64            | 14.500         | 1.678                     | 2005      | V           |
| Kiến Xương  | Kiến Xương  | Thái Bình      | 11,26           | 12.254         | 1.088                     | 2020      | V           |
| Quỳnh Côi   | Quỳnh Phụ   | Thái Bình      | 1,2             | 6.000          | 5000                      | 1969      | V           |
| Tiền Hải    | Tiền Hải    | Thái Bình      | 9,39            | 13.562         | 1.444                     | 1986      | IV          |
| Vũ Thư      | Vũ Thư      | Thái Bình      | 1,1             | 4.532          | 4.120                     | 1986      | V           |
| Bá Hiến     | Bình Xuyên  | Vĩnh Phúc      | 12,81           | 16.791         | 1.311                     | 2020      | V           |
| Đại Đình    | Tam Đảo     | Vĩnh Phúc      | 34,56           | 11.520         | 333                       | 2020      | V           |
| Đạo Đức     | Bình Xuyên  | Vĩnh Phúc      | 9,44            | 14.543         | 1.541                     | 2020      | V           |
| Gia Khánh   | Bình Xuyên  | Vĩnh Phúc      | 9,39            | 11.221         | 1.194                     | 2007      | V           |
| Hoa Sơn     | Lập Thạch   | Vĩnh Phúc      | 4,85            | 6.930          | 1.428                     | 2008      | V           |
| Hợp Châu    | Tam Đảo     | Vĩnh Phúc      | 9,99            | 10.267         | 1.028                     | 2020      | V           |
| Hợp Hòa     | Tam Dương   | Vĩnh Phúc      | 8,61            | 11.154         | 1.295                     | 2003      | V           |
| Hương Canh  | Bình Xuyên  | Vĩnh Phúc      | 9,95            | 16.341         | 1.642                     | 1995      | V           |
| Kim Long    | Tam Dương   | Vĩnh Phúc      | 15,1            | 12.550         | 831                       | 2023      | V           |
| Lập Thạch   | Lập Thạch   | Vĩnh Phúc      | 4,15            | 5.568          | 1.341                     | 1995      | V           |
| Tam Đảo     | Tam Đảo     | Vĩnh Phúc      | 2,14            | 734            | 343                       | 1966      | V           |
| Tam Hồng    | Yên Lạc     | Vĩnh Phúc      | 9,3             | 16.506         | 1.775                     | 2023      | V           |
| Tam Sơn     | Sông Lô     | Vĩnh Phúc      | 3,76            | 7.655          | 2.035                     | 2008      | V           |
| Thanh Lãng  | Bình Xuyên  | Vĩnh Phúc      | 9,48            | 13.437         | 1.417                     | 2007      | V           |
| Thổ Tang    | Vĩnh Tường  | Vĩnh Phúc      | 5,27            | 16.853         | 3.197                     | 2007      | V           |
| Tứ Trưng    | Vĩnh Tường  | Vĩnh Phúc      | 4,97            | 7.177          | 1.444                     | 2011      | V           |
| Vĩnh Tường  | Vĩnh Tường  | Vĩnh Phúc      | 3,31            | 3.873          | 1.170                     | 1995      | V           |
| Yên Lạc     | Yên Lạc     | Vĩnh Phúc      | 6,44            | 14.986         | 2.327                     | 1997      | V           |

## Bắc Trung Bộ
Khu vực Bắc Trung Bộ có 89 thị trấn, gồm các tỉnh: Thanh Hóa (32 thị trấn), Nghệ An (17 thị trấn), Hà Tĩnh (14 thị trấn), Quảng Bình (8 thị trấn), Quảng Trị (11 thị trấn) và Huế (7 thị trấn).
| Thị trấn               | Trực thuộc   | Trực thuộc     | Diện tích (km²) | Dân số (người) | Mật độ dân số (người/km²) | Thành lập | Loại đô thị |
| Thị trấn               | Huyện        | Tỉnh/Thành phố | Diện tích (km²) | Dân số (người) | Mật độ dân số (người/km²) | Thành lập | Loại đô thị |
| ---------------------- | ------------ | -------------- | --------------- | -------------- | ------------------------- | --------- | ----------- |
| Cẩm Xuyên              | Cẩm Xuyên    | Hà Tĩnh        | 15,53           | 12.857         | 828                       | 1986      | V           |
| Đồng Lộc               | Can Lộc      | Hà Tĩnh        | 18,69           | 6.076          | 325                       | 2018      | V           |
| Đức Thọ                | Đức Thọ      | Hà Tĩnh        | 6,70            | 11.728         | 1.750                     | 1953      | V           |
| Hương Khê              | Hương Khê    | Hà Tĩnh        | 5,66            | 11.435         | 2.020                     | 1985      | V           |
| Kỳ Đồng                | Kỳ Anh       | Hà Tĩnh        |                 |                |                           | 2024      | V           |
| Lộc Hà                 | Thạch Hà     | Hà Tĩnh        | 9,39            | 9.624          | 1.025                     | 2019      | V           |
| Nghèn                  | Can Lộc      | Hà Tĩnh        | 18,33           | 16.913         | 923                       | 1998      | IV          |
| Phố Châu               | Hương Sơn    | Hà Tĩnh        | 4,22            | 8.481          | 2.010                     | 1988      | V           |
| Tây Sơn                | Hương Sơn    | Hà Tĩnh        | 4,20            | 5.859          | 1.395                     | 1997      | V           |
| Thạch Hà               | Thạch Hà     | Hà Tĩnh        | 14,93           | 13.647         | 914                       | 2001      | V           |
| Thiên Cầm              | Cẩm Xuyên    | Hà Tĩnh        | 14,07           | 4.939          | 353                       | 2003      | V           |
| Tiên Điền              | Nghi Xuân    | Hà Tĩnh        | 5,05            | 5.656          | 1.120                     | 2019      | V           |
| Vũ Quang               | Vũ Quang     | Hà Tĩnh        | 37,86           | 3.835          | 101                       | 2003      | V           |
| Xuân An                | Nghi Xuân    | Hà Tĩnh        | 10,46           | 11.000         | 1.052                     | 1994      | V           |
| A Lưới                 | A Lưới       | Huế            | 13,52           | 7.682          | 568                       | 1995      | V           |
| Khe Tre                | Phú Lộc      | Huế            | 4,32            | 3.480          | 806                       | 1997      | V           |
| Lăng Cô                | Phú Lộc      | Huế            | 105,5           | 11.489         | 108                       | 2002      | V           |
| Lộc Sơn                | Phú Lộc      | Huế            |                 |                |                           | 2025      | V           |
| Phú Đa                 | Phú Vang     | Huế            | 29,9            | 10.592         | 354                       | 2011      | V           |
| Phú Lộc                | Phú Lộc      | Huế            | 27,19           | 11.154         | 410                       | 1986      | V           |
| Sịa                    | Quảng Điền   | Huế            | 11,89           | 10.028         | 843                       | 1997      | V           |
| Cầu Giát               | Quỳnh Lưu    | Nghệ An        | 2,82            | 9.595          | 3.403                     | 1953      | V           |
| Diễn Thành             | Diễn Châu    | Nghệ An        | 0,82            | 6.896          | 8.410                     | 2024      | V           |
| Dùng                   | Thanh Chương | Nghệ An        | 2,84            | 8.964          | 3.156                     | 2024      | V           |
| Đô Lương               | Đô Lương     | Nghệ An        | 2,31            | 10.102         | 4.373                     | 1990      | V           |
| Hoa Thành              | Yên Thành    | Nghệ An        | 2,63            | 4.855          | 1.846                     | 2024      | V           |
| Hưng Nguyên            | Hưng Nguyên  | Nghệ An        | 7,03            | 9.660          | 1.374                     | 1998      | V           |
| Kim Nhan               | Anh Sơn      | Nghệ An        | 2,86            | 5.401          | 1.888                     | 2024      | V           |
| Kim Sơn                | Quế Phong    | Nghệ An        | 23,44           | 7.897          | 337                       | 1990      | V           |
| Mường Xén              | Kỳ Sơn       | Nghệ An        | 1,25            | 2.952          | 2.362                     | 1984      | V           |
| Nam Đàn                | Nam Đàn      | Nghệ An        | 18,70           | 20.600         | 1.102                     | 1987      | V           |
| Nghĩa Đàn              | Nghĩa Đàn    | Nghệ An        | 8,53            | 5.558          | 652                       | 2011      | V           |
| Quán Hành              | Nghi Lộc     | Nghệ An        | 3,9             | 9.020          | 2.312                     | 1986      | V           |
| Quỳ Hợp                | Quỳ Hợp      | Nghệ An        | 7,31            | 11.980         | 1.639                     | 1983      | V           |
| Tân Kỳ                 | Tân Kỳ       | Nghệ An        | 7,35            | 7.976          | 1.085                     | 1988      | V           |
| Tân Lạc                | Quỳ Châu     | Nghệ An        | 5,48            | 4.958          | 905                       | 1990      | V           |
| Thạch Giám             | Tương Dương  | Nghệ An        | 69,30           | 7.600          | 110                       | 2019      | V           |
| Trà Lân                | Con Cuông    | Nghệ An        | 2,5             | 5.653          | 2.261                     | 2024      | V           |
| Đồng Lê                | Tuyên Hóa    | Quảng Bình     | 10,72           | 6.071          | 566                       | 1999      | V           |
| Hoàn Lão               | Bố Trạch     | Quảng Bình     | 13,04           | 11.493         | 881                       | 1986      | IV          |
| Kiến Giang             | Lệ Thủy      | Quảng Bình     | 3,14            | 6.453          | 2.055                     | 1986      | IV          |
| Nông trường Lệ Ninh    | Lệ Thủy      | Quảng Bình     | 11,35           | 5.296          | 466                       | 1965      | V           |
| Nông trường Việt Trung | Bố Trạch     | Quảng Bình     | 86,04           | 9.782          | 113                       | 1966      | V           |
| Phong Nha              | Bố Trạch     | Quảng Bình     | 99,48           | 12.475         | 125                       | 2020      | V           |
| Quán Hàu               | Quảng Ninh   | Quảng Bình     | 3,24            | 4.993          | 1.541                     | 1999      | V           |
| Quy Đạt                | Minh Hóa     | Quảng Bình     | 15,27           | 7.608          | 498                       | 2000      | V           |
| Ái Tử                  | Triệu Phong  | Quảng Trị      | 3,45            | 4.320          | 1.252                     | 1994      | V           |
| Bến Quan               | Vĩnh Linh    | Quảng Trị      | 3,96            | 3.385          | 855                       | 1994      | V           |
| Cam Lộ                 | Cam Lộ       | Quảng Trị      | 9,92            | 6.981          | 704                       | 1994      | V           |
| Cửa Tùng               | Vĩnh Linh    | Quảng Trị      | 10,47           | 8.336          | 796                       | 2009      | V           |
| Cửa Việt               | Gio Linh     | Quảng Trị      | 7,34            | 4.500          | 613                       | 2005      | V           |
| Diên Sanh              | Hải Lăng     | Quảng Trị      | 24,60           | 8.504          | 346                       | 2019      | V           |
| Gio Linh               | Gio Linh     | Quảng Trị      | 7,53            | 7.002          | 930                       | 1994      | V           |
| Hồ Xá                  | Vĩnh Linh    | Quảng Trị      | 6,92            | 13.000         | 1.879                     | 1994      | V           |
| Khe Sanh               | Hướng Hóa    | Quảng Trị      | 12,88           | 13.927         | 1.081                     | 1984      | V           |
| Krông Klang            | Đakrông      | Quảng Trị      | 18,21           | 4.732          | 260                       | 2004      | V           |
| Lao Bảo                | Hướng Hóa    | Quảng Trị      | 17,17           | 12.862         | 749                       | 1994      | V           |
| Bến Sung               | Như Thanh    | Thanh Hóa      | 21,92           | 10.251         | 468                       | 2002      | V           |
| Bút Sơn                | Hoằng Hóa    | Thanh Hóa      | 7,72            | 12.089         | 1.566                     | 1989      | V           |
| Cành Nàng              | Bá Thước     | Thanh Hóa      | 25,22           | 9.597          | 381                       | 1994      | V           |
| Hà Lĩnh                | Hà Trung     | Thanh Hóa      | 24,09           | 10.031         | 4416                      | 2025      | V           |
| Hà Long                | Hà Trung     | Thanh Hóa      | 48,41           | 10.969         | 227                       | 2025      | V           |
| Hà Trung               | Hà Trung     | Thanh Hóa      | 5,11            | 9.196          | 1.800                     | 1988      | V           |
| Hậu Lộc                | Hậu Lộc      | Thanh Hóa      | 9,89            | 11.574         | 1.170                     | 1989      | V           |
| Hậu Hiền               | Thiệu Hóa    | Thanh Hóa      | 10,41           | 12.061         | 1.159                     | 2023      | V           |
| Hồi Xuân               | Quan Hóa     | Thanh Hóa      | 72,81           | 7.214          | 99                        | 2019      | V           |
| Kim Tân                | Thạch Thành  | Thanh Hóa      | 10,76           | 10.623         | 987                       | 1990      | V           |
| Lam Sơn                | Thọ Xuân     | Thanh Hóa      | 8,91            | 10.890         | 1.222                     | 1991      | IV          |
| Lang Chánh             | Lang Chánh   | Thanh Hóa      | 26,82           | 9.479          | 353                       | 1991      | V           |
| Mường Lát              | Mường Lát    | Thanh Hóa      | 129,66          | 7.084          | 55                        | 2003      | V           |
| Nga Sơn                | Nga Sơn      | Thanh Hóa      | 7,08            | 12.200         | 1.723                     | 1988      | V           |
| Ngọc Lặc               | Ngọc Lặc     | Thanh Hóa      | 35,13           | 22.364         | 637                       | 1988      | IV          |
| Nông Cống              | Nông Cống    | Thanh Hóa      | 11,34           | 14.005         | 1.235                     | 1987      | V           |
| Nưa                    | Triệu Sơn    | Thanh Hóa      | 21,20           | 9.638          | 455                       | 2019      | V           |
| Phong Sơn              | Cẩm Thủy     | Thanh Hóa      | 34,42           | 18.840         | 547                       | 2019      | V           |
| Quán Lào               | Yên Định     | Thanh Hóa      | 8,24            | 11.729         | 1.423                     | 1989      | V           |
| Quý Lộc                | Yên Định     | Thanh Hóa      | 13,56           | 15.008         | 1.107                     | 2021      | V           |
| Sao Vàng               | Thọ Xuân     | Thanh Hóa      | 18,69           | 9.397          | 503                       | 1999      | IV          |
| Sơn Lư                 | Quan Sơn     | Thanh Hóa      | 54,01           | 5.366          | 99                        | 2019      | V           |
| Tân Phong              | Quảng Xương  | Thanh Hóa      | 14,63           | 20.603         | 1.408                     | 2019      | V           |
| Thiệu Hóa              | Thiệu Hóa    | Thanh Hóa      | 10,68           | 16.950         | 1.587                     | 2019      | V           |
| Thọ Xuân               | Thọ Xuân     | Thanh Hóa      | 4,78            | 8.102          | 1.986                     | 1965      | V           |
| Thống Nhất             | Yên Định     | Thanh Hóa      | 17,08           | 7.794          | 456                       | 2009      | V           |
| Thường Xuân            | Thường Xuân  | Thanh Hóa      | 49,53           | 9.330          | 188                       | 1988      | V           |
| Triệu Sơn              | Triệu Sơn    | Thanh Hóa      | 8,50            | 14.938         | 1.757                     | 1988      | V           |
| Vân Du                 | Thạch Thành  | Thanh Hóa      | 44,52           | 9.162          | 206                       | 2004      | V           |
| Vĩnh Lộc               | Vĩnh Lộc     | Thanh Hóa      | 5,43            | 7.547          | 1.390                     | 1992      | V           |
| Yên Cát                | Như Xuân     | Thanh Hóa      | 31,27           | 8.527          | 273                       | 1989      | V           |
| Yên Lâm                | Yên Định     | Thanh Hóa      | 17,25           | 8.683          | 503                       | 2021      | V           |

## Duyên hải Nam Trung Bộ
Khu vực Duyên hải Nam Trung Bộ có 62 thị trấn, gồm các tỉnh, thành phố trực thuộc trung ương: Đà Nẵng (0 thị trấn), Quảng Nam (14 thị trấn), Quảng Ngãi (9 thị trấn), Bình Định (12 thị trấn), Phú Yên (6 thị trấn), Khánh Hòa (6 thị trấn), Ninh Thuận (3 thị trấn) và Bình Thuận (12 thị trấn).
| Thị trấn    | Trực thuộc    | Trực thuộc     | Diện tích (km²) | Dân số (người) | Mật độ dân số (người/km²) | Thành lập | Loại đô thị |
| Thị trấn    | Huyện         | Tỉnh/Thành phố | Diện tích (km²) | Dân số (người) | Mật độ dân số (người/km²) | Thành lập | Loại đô thị |
| ----------- | ------------- | -------------- | --------------- | -------------- | ------------------------- | --------- | ----------- |
| An Lão      | An Lão        | Bình Định      | 16,46           | 4.120          | 255                       | 2007      | V           |
| Bình Dương  | Phù Mỹ        | Bình Định      | 3,39            | 8.843          | 2.608                     | 2002      | V           |
| Cát Khánh   | Phù Cát       | Bình Định      |                 |                |                           | 2024      | V           |
| Cát Tiến    | Phù Cát       | Bình Định      | 17,64           | 11.597         | 657                       | 2021      | V           |
| Diêu Trì    | Tuy Phước     | Bình Định      | 5,47            | 19.051         | 3.482                     | 1994      | V           |
| Ngô Mây     | Phù Cát       | Bình Định      | 7,55            | 15.782         | 2.090                     | 1987      | V           |
| Phù Mỹ      | Phù Mỹ        | Bình Định      | 10,55           | 16.954         | 1.607                     | 1991      | V           |
| Phú Phong   | Tây Sơn       | Bình Định      | 11,58           | 19.698         | 1.701                     | 1979      | IV          |
| Tăng Bạt Hổ | Hoài Ân       | Bình Định      | 5,8             | 7.755          | 1.337                     | 1986      | V           |
| Tuy Phước   | Tuy Phước     | Bình Định      | 6,36            | 18.297         | 2.876                     | 1987      | V           |
| Vân Canh    | Vân Canh      | Bình Định      | 20,26           | 6.741          | 333                       | 2002      | V           |
| Vĩnh Thạnh  | Vĩnh Thạnh    | Bình Định      | 9,36            | 6.250          | 668                       | 2005      | V           |
| Chợ Lầu     | Bắc Bình      | Bình Thuận     | 32,56           | 13.368         | 410                       | 1992      | V           |
| Đức Tài     | Đức Linh      | Bình Thuận     | 31,66           | 19.240         | 607                       | 1999      | V           |
| Lạc Tánh    | Tánh Linh     | Bình Thuận     | 38,16           | 16.668         | 437                       | 1999      | V           |
| Liên Hương  | Tuy Phong     | Bình Thuận     | 11,89           | 35.260         | 2.965                     | 1983      | V           |
| Lương Sơn   | Bắc Bình      | Bình Thuận     | 29,93           | 13.843         | 462                       | 2007      | V           |
| Ma Lâm      | Hàm Thuận Bắc | Bình Thuận     | 15,51           | 13.958         | 899                       | 1999      | V           |
| Phan Rí Cửa | Tuy Phong     | Bình Thuận     | 14,94           | 45.805         | 3.066                     | 1979      | IV          |
| Phú Long    | Hàm Thuận Bắc | Bình Thuận     | 22,51           | 14.368         | 638                       | 2003      | V           |
| Tân Minh    | Hàm Tân       | Bình Thuận     | 7               | 6.380          | 911                       | 2003      | V           |
| Tân Nghĩa   | Hàm Tân       | Bình Thuận     | 55,2            | 11.395         | 206                       | 2007      | V           |
| Thuận Nam   | Hàm Thuận Nam | Bình Thuận     | 28,7            | 14.697         | 512                       | 1999      | V           |
| Võ Xu       | Đức Linh      | Bình Thuận     | 27,65           | 17.535         | 634                       | 1999      | V           |
| Cam Đức     | Cam Lâm       | Khánh Hòa      | 10,05           | 16.602         | 1.652                     | 2007      | V           |
| Diên Khánh  | Diên Khánh    | Khánh Hòa      | 3,95            | 19.914         | 5.042                     | 1981      | IV          |
| Khánh Vĩnh  | Khánh Vĩnh    | Khánh Hòa      | 9,36            | 4.816          | 515                       | 1989      | V           |
| Tô Hạp      | Khánh Sơn     | Khánh Hòa      | 16,15           | 4.647          | 288                       | 1986      | V           |
| Trường Sa   | Trường Sa     | Khánh Hòa      | 0,15            | 30             | 200                       | 2007      | V           |
| Vạn Giã     | Vạn Ninh      | Khánh Hòa      | 2,03            | 19.676         | 9.693                     | 1979      | IV          |
| Khánh Hải   | Ninh Hải      | Ninh Thuận     | 10,8            | 16.425         | 1.521                     | 1994      | V           |
| Phước Dân   | Ninh Phước    | Ninh Thuận     | 21,5            | 25.444         | 1.183                     | 1993      | V           |
| Tân Sơn     | Ninh Sơn      | Ninh Thuận     | 17,64           | 11.301         | 641                       | 2000      | V           |
| Chí Thạnh   | Tuy An        | Phú Yên        | 14,35           | 9.520          | 663                       | 1979      | V           |
| Củng Sơn    | Sơn Hòa       | Phú Yên        | 22,21           | 10.106         | 455                       | 1979      | V           |
| Hai Riêng   | Sông Hinh     | Phú Yên        | 31,12           | 11.275         | 362                       | 1989      | V           |
| La Hai      | Đồng Xuân     | Phú Yên        | 21,04           | 8.994          | 427                       | 1986      | V           |
| Phú Hòa     | Phú Hòa       | Phú Yên        | 17,79           | 8.976          | 505                       | 2007      | V           |
| Phú Thứ     | Tây Hòa       | Phú Yên        | 14              | 12.920         | 923                       | 2013      | V           |
| Ái Nghĩa    | Đại Lộc       | Quảng Nam      | 12,3            | 17.493         | 1.422                     | 1984      | V           |
| Đông Phú    | Quế Sơn       | Quảng Nam      | 12,69           | 13.036         | 1.027                     | 1986      | V           |
| Hà Lam      | Thăng Bình    | Quảng Nam      | 11,7            | 17.425         | 1.489                     | 1981      | V           |
| Hương An    | Quế Sơn       | Quảng Nam      | 11,17           | 8.267          | 740                       | 2020      | V           |
| Khâm Đức    | Phước Sơn     | Quảng Nam      | 29,98           | 7.318          | 244                       | 1986      | V           |
| Nam Phước   | Duy Xuyên     | Quảng Nam      | 14,5            | 22.911         | 1.580                     | 1994      | V           |
| Núi Thành   | Núi Thành     | Quảng Nam      | 4,57            | 12.902         | 2.823                     | 1984      | IV          |
| Phú Thịnh   | Phú Ninh      | Quảng Nam      | 6,48            | 4.302          | 664                       | 2009      | V           |
| Prao        | Đông Giang    | Quảng Nam      | 31,2            | 4.699          | 151                       | 1994      | V           |
| Tân Bình    | Hiệp Đức      | Quảng Nam      | 23,17           | 6.249          | 270                       | 2020      | V           |
| Thạnh Mỹ    | Nam Giang     | Quảng Nam      | 206,58          | 7.616          | 37                        | 1981      | V           |
| Tiên Kỳ     | Tiên Phước    | Quảng Nam      | 8,28            | 7.637          | 922                       | 1981      | V           |
| Trà My      | Bắc Trà My    | Quảng Nam      | 20,35           | 7.253          | 356                       | 1981      | V           |
| Trung Phước | Quế Sơn       | Quảng Nam      | 49,24           | 11.466         | 233                       | 2023      | V           |
| Ba Tơ       | Ba Tơ         | Quảng Ngãi     | 32,05           | 6.739          | 210                       | 1990      | V           |
| Châu Ổ      | Bình Sơn      | Quảng Ngãi     | 8,20            | 13.027         | 1.589                     | 1986      | V           |
| Chợ Chùa    | Nghĩa Hành    | Quảng Ngãi     | 7,4             | 9.093          | 1.229                     | 1986      | V           |
| Di Lăng     | Sơn Hà        | Quảng Ngãi     | 56,92           | 9.972          | 175                       | 1997      | V           |
| La Hà       | Tư Nghĩa      | Quảng Ngãi     | 4,6             | 9.079          | 1.973                     | 1987      | V           |
| Mộ Đức      | Mộ Đức        | Quảng Ngãi     | 8,6             | 10.862         | 1.263                     | 1992      | V           |
| Sông Vệ     | Tư Nghĩa      | Quảng Ngãi     | 2,63            | 8.925          | 3.393                     | 1991      | V           |
| Tịnh Hà     | Sơn Tịnh      | Quảng Ngãi     |                 |                |                           | 2024      | V           |
| Trà Xuân    | Trà Bồng      | Quảng Ngãi     | 6,09            | 8.431          | 1.384                     | 1999      | V           |

## Tây Nguyên
Khu vực Tây Nguyên có 52 thị trấn, gồm các tỉnh: Gia Lai (14 thị trấn), Kon Tum (7 thị trấn), Đắk Lắk (13 thị trấn), Đắk Nông (5 thị trấn) và Lâm Đồng (13 thị trấn).
| Thị trấn   | Trực thuộc | Trực thuộc     | Diện tích (km²) | Dân số (người) | Mật độ dân số (người/km²) | Thành lập | Loại đô thị |
| Thị trấn   | Huyện      | Tỉnh/Thành phố | Diện tích (km²) | Dân số (người) | Mật độ dân số (người/km²) | Thành lập | Loại đô thị |
| ---------- | ---------- | -------------- | --------------- | -------------- | ------------------------- | --------- | ----------- |
| Buôn Trấp  | Krông Ana  | Đắk Lắk        | 31,2            | 23.145         | 742                       | 1984      | IV          |
| Ea Drăng   | Ea H'leo   | Đắk Lắk        | 16,88           | 19.813         | 1.174                     | 1998      | IV          |
| Ea Kar     | Ea Kar     | Đắk Lắk        | 24,44           | 13.386         | 547                       | 1989      | IV          |
| Ea Knốp    | Ea Kar     | Đắk Lắk        | 27,58           | 11.268         | 408                       | 1986      | V           |
| Ea Pốk     | Cư M'gar   | Đắk Lắk        | 39,89           | 14.824         | 371                       | 1984      | V           |
| Ea Súp     | Ea Súp     | Đắk Lắk        | 13,5            | 12.940         | 959                       | 1998      | V           |
| Krông Kmar | Krông Bông | Đắk Lắk        | 5,3             | 6.782          | 1.280                     | 1998      | V           |
| Pơng Drang | Krông Búk  | Đắk Lắk        | 31,24           | 17.988         | 576                       | 2023      | V           |
| Krông Năng | Krông Năng | Đắk Lắk        | 24,83           | 12.775         | 514                       | 1995      | V           |
| Liên Sơn   | Lắk        | Đắk Lắk        | 12,42           | 6.416          | 517                       |           | V           |
| M'Drắk     | M'Drắk     | Đắk Lắk        | 6               | 5.936          | 989                       | 1989      | V           |
| Phước An   | Krông Pắc  | Đắk Lắk        | 9,81            | 17.857         | 1.820                     | 1996      | IV          |
| Quảng Phú  | Cư M'gar   | Đắk Lắk        | 9,73            | 26.733         | 2.748                     | 1998      | IV          |
| Đắk Mâm    | Krông Nô   | Đắk Nông       | 25,82           | 7.288          | 282                       | 1999      | V           |
| Đắk Mil    | Đắk Mil    | Đắk Nông       | 5               | 11.487         | 2.297                     | 1989      | IV          |
| Đức An     | Đắk Song   | Đắk Nông       | 12,93           | 6.653          | 515                       | 2007      | V           |
| Ea T'ling  | Cư Jút     | Đắk Nông       | 21,69           | 16.893         | 779                       | 1992      | IV          |
| Kiến Đức   | Đắk R'lấp  | Đắk Nông       | 15,6            | 10.808         | 693                       | 1999      | IV          |
| Chư Prông  | Chư Prông  | Gia Lai        | 20,15           | 10.810         | 536                       | 1981      | V           |
| Chư Sê     | Chư Sê     | Gia Lai        | 28,13           | 29.007         | 1.031                     | 1988      | IV          |
| Chư Ty     | Đức Cơ     | Gia Lai        | 15,4            | 12.806         | 832                       | 1991      | V           |
| Đak Đoa    | Đak Đoa    | Gia Lai        | 22,1            | 16.757         | 758                       | 2000      | V           |
| Đak Pơ     | Đak Pơ     | Gia Lai        | 21,78           | 5.085          | 233                       | 2013      | V           |
| Ia Kha     | Ia Grai    | Gia Lai        | 31,09           | 11.539         | 371                       | 1996      | V           |
| Ia Ly      | Chư Păh    | Gia Lai        | 48,45           | 6.350          | 131                       | 2013      | V           |
| Kbang      | Kbang      | Gia Lai        | 20,9            | 16.070         | 769                       | 1988      | V           |
| Kon Dơng   | Mang Yang  | Gia Lai        | 18              | 10.185         | 566                       | 1999      | V           |
| Kông Chro  | Kông Chro  | Gia Lai        | 25,6            | 10.433         | 408                       | 1988      | V           |
| Nhơn Hòa   | Chư Pưh    | Gia Lai        | 21              | 12.395         | 590                       | 2008      | V           |
| Phú Hòa    | Chư Păh    | Gia Lai        | 25,8            | 8.312          | 322                       | 1996      | V           |
| Phú Thiện  | Phú Thiện  | Gia Lai        | 15,1            | 20.180         | 1.336                     | 1998      | V           |
| Phú Túc    | Krông Pa   | Gia Lai        | 20,4            | 11.963         | 586                       | 1989      | V           |
| Đăk Glei   | Đăk Glei   | Kon Tum        | 87,5            | 6.824          | 78                        | 1996      | V           |
| Đăk Hà     | Đăk Hà     | Kon Tum        | 15,8            | 16.031         | 1.015                     | 1994      | V           |
| Đăk Rve    | Kon Rẫy    | Kon Tum        | 51,6            | 5.167          | 100                       | 2002      | V           |
| Đăk Tô     | Đăk Tô     | Kon Tum        | 39,9            | 13.561         | 340                       | 1988      | V           |
| Măng Đen   | Kon Plông  | Kon Tum        | 148,07          | 6.913          | 47                        | 2019      | V           |
| Plei Kần   | Ngọc Hồi   | Kon Tum        | 25,1            | 18.114         | 722                       | 1991      | IV          |
| Sa Thầy    | Sa Thầy    | Kon Tum        | 14,73           | 11.027         | 749                       | 1990      | V           |
| Cát Tiên   | Đạ Huoai   | Lâm Đồng       | 20,26           | 16.500         | 814                       | 2013      | V           |
| D'Ran      | Đơn Dương  | Lâm Đồng       | 133,3           | 19.127         | 143                       | 1989      | V           |
| Di Linh    | Di Linh    | Lâm Đồng       | 24,65           | 25.080         | 1.017                     | 1981      | V           |
| Đạ M'ri    | Đạ Huoai   | Lâm Đồng       | 126,46          | 5.708          | 45                        | 1986      | V           |
| Đạ Tẻh     | Đạ Huoai   | Lâm Đồng       | 25              | 15.890         | 636                       | 1986      | V           |
| Đinh Văn   | Lâm Hà     | Lâm Đồng       | 34,6            | 20.815         | 601                       | 1987      | V           |
| Lạc Dương  | Lạc Dương  | Lâm Đồng       | 70,61           | 10.620         | 150                       | 1979      | V           |
| Liên Nghĩa | Đức Trọng  | Lâm Đồng       | 37,4            | 47.276         | 1.264                     | 1985      | IV          |
| Lộc Thắng  | Bảo Lâm    | Lâm Đồng       | 80,3            | 19.557         | 244                       | 1994      | V           |
| Ma Đa Guôi | Đạ Huoai   | Lâm Đồng       | 25,7            | 13.800         | 536                       | 1979      | V           |
| Nam Ban    | Lâm Hà     | Lâm Đồng       | 20,89           | 15.342         | 734                       | 1987      | V           |
| Phước Cát  | Đạ Huoai   | Lâm Đồng       | 16,95           | 10.924         | 644                       | 2018      | V           |
| Thạnh Mỹ   | Đơn Dương  | Lâm Đồng       | 21,31           | 14.085         | 660                       | 1987      | V           |

## Đông Nam Bộ
Khu vực Đông Nam Bộ có 37 thị trấn, gồm các tỉnh, thành phố trực thuộc trung ương: Thành phố Hồ Chí Minh (5 thị trấn), Bà Rịa – Vũng Tàu (7 thị trấn), Đồng Nai (9 thị trấn), Bình Phước (5 thị trấn), Bình Dương (5 thị trấn) và Tây Ninh (6 thị trấn).
| Thị trấn        | Trực thuộc      | Trực thuộc            | Diện tích (km²) | Dân số (người) | Mật độ dân số (người/km²) | Thành lập | Loại đô thị |
| Thị trấn        | Huyện           | Tỉnh/Thành phố        | Diện tích (km²) | Dân số (người) | Mật độ dân số (người/km²) | Thành lập | Loại đô thị |
| --------------- | --------------- | --------------------- | --------------- | -------------- | ------------------------- | --------- | ----------- |
| Đất Đỏ          | Long Đất        | Bà Rịa – Vũng Tàu     | 22,14           | 23.000         | 1.038                     | 2006      | V           |
| Kim Long        | Châu Đức        | Bà Rịa – Vũng Tàu     |                 |                |                           | 2024      | V           |
| Long Điền       | Long Đất        | Bà Rịa – Vũng Tàu     | 14,29           | 20.595         | 1.441                     | 1982      | V           |
| Long Hải        | Long Đất        | Bà Rịa – Vũng Tàu     | 10,52           | 43.162         | 4.102                     | 1982      | V           |
| Ngãi Giao       | Châu Đức        | Bà Rịa – Vũng Tàu     | 13,96           | 20.118         | 1.441                     | 1994      | V           |
| Phước Bửu       | Xuyên Mộc       | Bà Rịa – Vũng Tàu     | 9,19            | 18.043         | 1.963                     | 1995      | V           |
| Phước Hải       | Long Đất        | Bà Rịa – Vũng Tàu     | 16,56           | 24.085         | 1.454                     | 2006      | V           |
| Dầu Tiếng       | Dầu Tiếng       | Bình Dương            | 29,88           | 16.427         | 549                       | 1994      | V           |
| Lai Uyên        | Bàu Bàng        | Bình Dương            | 88,36           | 32.028         | 362                       | 2018      | V           |
| Phước Vĩnh      | Phú Giáo        | Bình Dương            | 32,56           | 16.065         | 493                       | 1994      | V           |
| Tân Bình        | Bắc Tân Uyên    | Bình Dương            | 28,93           | 9.879          | 341                       | 2020      | V           |
| Tân Thành       | Bắc Tân Uyên    | Bình Dương            | 26,88           | 8.568          | 319                       | 2018      | V           |
| Đức Phong       | Bù Đăng         | Bình Phước            | 10,10           | 11.067         | 1.095                     | 1994      | V           |
| Lộc Ninh        | Lộc Ninh        | Bình Phước            | 7,79            | 10.424         | 1.338                     | 1994      | V           |
| Tân Khai        | Hớn Quản        | Bình Phước            | 42,75           | 15.269         | 357                       | 2018      | V           |
| Tân Phú         | Đồng Phú        | Bình Phước            | 31,02           | 5.631          | 181                       | 2002      | V           |
| Thanh Bình      | Bù Đốp          | Bình Phước            | 14,51           | 13.519         | 931                       | 2005      | V           |
| Dầu Giây        | Thống Nhất      | Đồng Nai              | 14,14           | 23.721         | 1.677                     | 2019      | V           |
| Định Quán       | Định Quán       | Đồng Nai              | 9,95            | 28.021         | 2.816                     | 1985      | V           |
| Gia Ray         | Xuân Lộc        | Đồng Nai              | 13,96           | 29.125         | 2.086                     | 1993      | V           |
| Hiệp Phước      | Nhơn Trạch      | Đồng Nai              | 18,83           | 38.645         | 2.052                     | 2019      | V           |
| Long Giao       | Cẩm Mỹ          | Đồng Nai              | 33,75           | 10.524         | 312                       | 2021      | V           |
| Long Thành      | Long Thành      | Đồng Nai              | 9,15            | 45.378         | 4.959                     |           | IV          |
| Tân Phú         | Tân Phú         | Đồng Nai              | 8,19            | 25.312         | 3.090                     | 1991      | V           |
| Trảng Bom       | Trảng Bom       | Đồng Nai              | 9,77            | 40.028         | 4.097                     | 1994      | IV          |
| Vĩnh An         | Vĩnh Cửu        | Đồng Nai              | 32,94           | 26.531         | 805                       | 1994      | V           |
| Cần Thạnh       | Cần Giờ         | Thành phố Hồ Chí Minh | 24,09           | 17.442         | 724                       | 2005      | V           |
| Củ Chi          | Củ Chi          | Thành phố Hồ Chí Minh | 3,82            | 30.063         | 7.869                     | 1985      | V           |
| Hóc Môn         | Hóc Môn         | Thành phố Hồ Chí Minh | 1,75            | 40.146         | 22.940                    | 1977      | V           |
| Nhà Bè          | Nhà Bè          | Thành phố Hồ Chí Minh | 5,95            | 52.427         | 8.811                     | 1986      | V           |
| Tân Túc         | Bình Chánh      | Thành phố Hồ Chí Minh | 8,56            | 51.462         | 6.011                     | 2003      | V           |
| Bến Cầu         | Bến Cầu         | Tây Ninh              | 6,38            | 13.378         | 2.096                     | 1999      | V           |
| Châu Thành      | Châu Thành      | Tây Ninh              | 7,55            | 16.004         | 2.119                     | 1998      | V           |
| Dương Minh Châu | Dương Minh Châu | Tây Ninh              | 4,65            | 9.070          | 1.950                     | 1998      | V           |
| Gò Dầu          | Gò Dầu          | Tây Ninh              | 6,02            | 34.068         | 5.659                     | 1963      | V           |
| Tân Biên        | Tân Biên        | Tây Ninh              | 8,21            | 15.674         | 1.909                     | 1994      | V           |
| Tân Châu        | Tân Châu        | Tây Ninh              | 7,54            | 12.271         | 1.627                     | 1994      | V           |

## Đồng bằng sông Cửu Long
Khu vực Đồng bằng sông Cửu Long có 128 thị trấn, gồm các tỉnh, thành phố trực thuộc trung ương: Cần Thơ (5 thị trấn), An Giang (18 thị trấn), Bạc Liêu (5 thị trấn), Bến Tre (10 thị trấn), Cà Mau (9 thị trấn), Đồng Tháp (9 thị trấn), Hậu Giang (11 thị trấn), Kiên Giang (10 thị trấn), Long An (15 thị trấn), Sóc Trăng (12 thị trấn), Tiền Giang (8 thị trấn), Trà Vinh (10 thị trấn) và Vĩnh Long (6 thị trấn).
| Thị trấn         | Trực thuộc    | Trực thuộc     | Diện tích (km²) | Dân số (người) | Mật độ dân số (người/km²) | Thành lập | Loại đô thị |
| Thị trấn         | Huyện         | Tỉnh/Thành phố | Diện tích (km²) | Dân số (người) | Mật độ dân số (người/km²) | Thành lập | Loại đô thị |
| ---------------- | ------------- | -------------- | --------------- | -------------- | ------------------------- | --------- | ----------- |
| An Châu          | Châu Thành    | An Giang       | 12,85           | 23.921         | 1.861                     | 1979      | IV          |
| An Phú           | An Phú        | An Giang       | 8,16            | 13.427         | 1.645                     | 1984      | V           |
| Ba Chúc          | Tri Tôn       | An Giang       | 20,56           | 16.310         | 793                       | 2003      | V           |
| Cái Dầu          | Châu Phú      | An Giang       | 6,39            | 17.971         | 2.812                     | 1979      | IV          |
| Chợ Mới          | Chợ Mới       | An Giang       | 2,93            | 21.874         | 7.465                     |           | IV          |
| Chợ Vàm          | Phú Tân       | An Giang       | 17,06           | 22.845         | 1.339                     | 1979      | V           |
| Cô Tô            | Tri Tôn       | An Giang       | 42,45           | 9.567          | 225                       | 2020      | V           |
| Đa Phước         | An Phú        | An Giang       | 15,76           | 17.590         | 1.116                     | 2023      | V           |
| Hội An           | Chợ Mới       | An Giang       | 22,98           | 18.225         | 793                       | 2023      | V           |
| Long Bình        | An Phú        | An Giang       | 4,22            | 10.795         | 2.558                     | 2006      | V           |
| Mỹ Luông         | Chợ Mới       | An Giang       | 9,51            | 17.380         | 1.827                     | 2003      | V           |
| Núi Sập          | Thoại Sơn     | An Giang       | 9,49            | 25.592         | 2.696                     | 1979      | IV          |
| Óc Eo            | Thoại Sơn     | An Giang       | 9,89            | 13.500         | 1.365                     | 2003      | V           |
| Phú Hòa          | Thoại Sơn     | An Giang       | 7,43            | 18.625         | 2.507                     | 2002      | V           |
| Phú Mỹ           | Phú Tân       | An Giang       | 7,01            | 25.000         | 3.566                     | 1997      | IV          |
| Tri Tôn          | Tri Tôn       | An Giang       | 8,7             | 18.095         | 2.079                     | 1979      | IV          |
| Vĩnh Bình        | Châu Thành    | An Giang       | 37,44           | 9.762          | 261                       | 2020      | V           |
| Vĩnh Thạnh Trung | Châu Phú      | An Giang       | 28,43           | 29.528         | 1.039                     | 2020      | V           |
| Châu Hưng        | Vĩnh Lợi      | Bạc Liêu       | 34,2            | 15.052         | 374                       | 2007      | V           |
| Gành Hào         | Đông Hải      | Bạc Liêu       | 13,4            | 14.235         | 1.062                     | 1979      | V           |
| Hòa Bình         | Hòa Bình      | Bạc Liêu       | 27              | 22.809         | 823                       | 1987      | V           |
| Ngan Dừa         | Hồng Dân      | Bạc Liêu       | 19,19           | 11.616         | 744                       | 1979      | V           |
| Phước Long       | Phước Long    | Bạc Liêu       | 46,07           | 24.584         | 503                       | 1979      | V           |
| Ba Tri           | Ba Tri        | Bến Tre        | 5,80            | 19.900         | 3.431                     | 1981      | IV          |
| Tiệm Tôm         | Ba Tri        | Bến Tre        | 22,36           | 20.790         | 930                       | 2023      | V           |
| Bình Đại         | Bình Đại      | Bến Tre        | 13,5            | 28.700         | 2.125                     | 1981      | IV          |
| Châu Thành       | Châu Thành    | Bến Tre        | 3,14            | 5.630          | 1.792                     | 1995      | V           |
| Tiên Thủy        | Châu Thành    | Bến Tre        | 18,32           | 13.808         | 753                       | 2023      | V           |
| Chợ Lách         | Chợ Lách      | Bến Tre        | 8,13            | 11.836         | 1.455                     | 1981      | V           |
| Giồng Trôm       | Giồng Trôm    | Bến Tre        | 11,55           | 12.547         | 1.086                     | 1981      | V           |
| Phước Mỹ Trung   | Mỏ Cày Bắc    | Bến Tre        | 8,32            | 9.879          | 1.187                     | 2023      | V           |
| Mỏ Cày           | Mỏ Cày Nam    | Bến Tre        | 5,22            | 18.590         | 3.561                     | 1981      | IV          |
| Thạnh Phú        | Thạnh Phú     | Bến Tre        | 11,39           | 12.400         | 1.088                     | 1994      | V           |
| Cái Đôi Vàm      | Phú Tân       | Cà Mau         | 19,09           | 18.620         | 975                       | 1994      | V           |
| Cái Nước         | Cái Nước      | Cà Mau         | 25,49           | 16.892         | 662                       | 1987      | V           |
| Đầm Dơi          | Đầm Dơi       | Cà Mau         | 10,63           | 9.442          | 888                       | 1984      | V           |
| Năm Căn          | Năm Căn       | Cà Mau         | 9,45            | 21.835         | 2.304                     | 1987      | IV          |
| Rạch Gốc         | Ngọc Hiển     | Cà Mau         | 52,72           | 8.945          | 169                       | 2009      | V           |
| Sông Đốc         | Trần Văn Thời | Cà Mau         | 27,40           | 42.051         | 1.534                     | 1984      | IV          |
| Thới Bình        | Thới Bình     | Cà Mau         | 21,55           | 15.534         | 720                       | 1979      | V           |
| Trần Văn Thời    | Trần Văn Thời | Cà Mau         | 20,94           | 16.000         | 764                       | 1984      | V           |
| U Minh           | U Minh        | Cà Mau         | 18,39           | 7.106          | 386                       | 1979      | V           |
| Cờ Đỏ            | Cờ Đỏ         | Cần Thơ        | 7,58            | 12.663         | 1.670                     | 1998      | V           |
| Phong Điền       | Phong Điền    | Cần Thơ        | 7,54            | 11.852         | 1.571                     | 2007      | V           |
| Thạnh An         | Vĩnh Thạnh    | Cần Thơ        | 17,82           | 18.670         | 1.047                     | 2000      | V           |
| Thới Lai         | Thới Lai      | Cần Thơ        | 9,47            | 10.183         | 1.075                     | 2000      | V           |
| Vĩnh Thạnh       | Vĩnh Thạnh    | Cần Thơ        | 7,38            | 4.921          | 666                       | 2007      | V           |
| Cái Tàu Hạ       | Châu Thành    | Đồng Tháp      | 2,6             | 9.142          | 3.516                     | 1988      | V           |
| Lai Vung         | Lai Vung      | Đồng Tháp      | 7,48            | 8.108          | 1.083                     | 1999      | V           |
| Lấp Vò           | Lấp Vò        | Đồng Tháp      | 4,54            | 10.497         | 2.312                     | 1999      | IV          |
| Mỹ An            | Tháp Mười     | Đồng Tháp      | 18,44           | 16.611         | 900                       | 1984      | IV          |
| Mỹ Thọ           | Cao Lãnh      | Đồng Tháp      | 8,86            | 12.868         | 1.452                     | 1987      | IV          |
| Sa Rài           | Tân Hồng      | Đồng Tháp      | 7               | 11.360         | 1.662                     | 1989      | V           |
| Thanh Bình       | Thanh Bình    | Đồng Tháp      | 7,71            | 12.302         | 1.595                     | 1987      | V           |
| Thường Thới Tiền | Hồng Ngự      | Đồng Tháp      | 15,83           | 17.496         | 1.105                     | 2019      | V           |
| Tràm Chim        | Tam Nông      | Đồng Tháp      | 12,32           | 10.349         | 840                       | 1999      | V           |
| Bảy Ngàn         | Châu Thành A  | Hậu Giang      | 13,03           | 11.990         | 920                       | 2009      | V           |
| Búng Tàu         | Phụng Hiệp    | Hậu Giang      | 15,19           | 7.143          | 470                       | 2011      | V           |
| Cái Tắc          | Châu Thành A  | Hậu Giang      | 10,5            | 11.140         | 1.060                     | 2007      | V           |
| Cây Dương        | Phụng Hiệp    | Hậu Giang      | 15,12           | 7.981          | 527                       | 2000      | V           |
| Kinh Cùng        | Phụng Hiệp    | Hậu Giang      | 13              | 10.288         | 791                       | 2000      | V           |
| Mái Dầm          | Châu Thành    | Hậu Giang      | 16,02           | 11.737         | 732                       | 2011      | V           |
| Một Ngàn         | Châu Thành A  | Hậu Giang      | 7,3             | 6.756          | 925                       | 2003      | V           |
| Nàng Mau         | Vị Thủy       | Hậu Giang      | 6,24            | 5.138          | 823                       | 1999      | V           |
| Ngã Sáu          | Châu Thành    | Hậu Giang      | 14,23           | 9.189          | 646                       | 2001      | V           |
| Rạch Gòi         | Châu Thành A  | Hậu Giang      | 9,78            | 10.073         | 1.029                     | 2007      | V           |
| Vĩnh Viễn        | Long Mỹ       | Hậu Giang      | 40,72           | 11.142         | 273                       | 2019      | V           |
| Giồng Riềng      | Giồng Riềng   | Kiên Giang     | 22,69           | 16.441         | 724                       | 1988      | V           |
| Gò Quao          | Gò Quao       | Kiên Giang     | 19,54           | 9.892          | 506                       | 1988      | V           |
| Hòn Đất          | Hòn Đất       | Kiên Giang     | 33,01           | 19.786         | 599                       | 1988      | V           |
| Kiên Lương       | Kiên Lương    | Kiên Giang     | 35              | 35.000         | 1.000                     | 1983      | IV          |
| Minh Lương       | Châu Thành    | Kiên Giang     | 19,17           | 19.191         | 1.001                     | 1988      | V           |
| Sóc Sơn          | Hòn Đất       | Kiên Giang     | 22,07           | 15.082         | 683                       | 2004      | V           |
| Tân Hiệp         | Tân Hiệp      | Kiên Giang     | 32,17           | 19.929         | 619                       | 1988      | V           |
| Thứ Ba           | An Biên       | Kiên Giang     | 15,31           | 10.703         | 699                       | 1979      | V           |
| Thứ Mười Một     | An Minh       | Kiên Giang     | 11,83           | 5.640          | 476                       | 1988      | V           |
| Vĩnh Thuận       | Vĩnh Thuận    | Kiên Giang     | 21,85           | 13.293         | 608                       | 1979      | V           |
| Bến Lức          | Bến Lức       | Long An        | 8,70            | 27.314         | 3.139                     | 1979      | IV          |
| Bình Phong Thạnh | Mộc Hóa       | Long An        | 46,25           | 8.486          | 183                       | 2019      | V           |
| Cần Đước         | Cần Đước      | Long An        | 5,75            | 23.808         | 4.140                     | 1979      | IV          |
| Cần Giuộc        | Cần Giuộc     | Long An        | 21,05           | 53.877         | 2.559                     | 1976      | IV          |
| Đông Thành       | Đức Huệ       | Long An        | 8,13            | 8.565          | 1.053                     | 1991      | V           |
| Đức Hòa          | Đức Hòa       | Long An        | 6,95            | 50.537         | 7.271                     |           | IV          |
| Hậu Nghĩa        | Đức Hòa       | Long An        | 12,43           | 36.825         | 2.962                     |           | IV          |
| Hiệp Hòa         | Đức Hòa       | Long An        | 9,9             | 18.612         | 1.880                     | 1991      | V           |
| Tầm Vu           | Châu Thành    | Long An        | 3,44            | 8.932          | 2.596                     | 1992      | V           |
| Tân Hưng         | Tân Hưng      | Long An        | 5,1             | 8.447          | 1.656                     | 1994      | V           |
| Tân Thạnh        | Tân Thạnh     | Long An        | 7,7             | 5.274          | 684                       | 1992      | V           |
| Tân Trụ          | Tân Trụ       | Long An        | 5,69            | 5.804          | 1.020                     | 1991      | V           |
| Thạnh Hóa        | Thạnh Hóa     | Long An        | 14              | 5.160          | 368                       | 1989      | V           |
| Thủ Thừa         | Thủ Thừa      | Long An        | 8,79            | 14.441         | 1.643                     | 1979      | V           |
| Vĩnh Hưng        | Vĩnh Hưng     | Long An        | 5,01            | 8.062          | 1.609                     | 1991      | V           |
| An Lạc Thôn      | Kế Sách       | Sóc Trăng      | 20,15           | 11.390         | 565                       | 2013      | V           |
| Châu Thành       | Châu Thành    | Sóc Trăng      | 7,41            | 8.592          | 1.159                     | 2009      | V           |
| Cù Lao Dung      | Cù Lao Dung   | Sóc Trăng      | 9,06            | 5.148          | 568                       | 2002      | V           |
| Đại Ngãi         | Long Phú      | Sóc Trăng      | 7,91            | 10.099         | 1.276                     | 2011      | V           |
| Huỳnh Hữu Nghĩa  | Mỹ Tú         | Sóc Trăng      | 11,43           | 6.169          | 539                       |           | V           |
| Hưng Lợi         | Thạnh Trị     | Sóc Trăng      | 14,97           | 11.901         | 794                       | 2009      | V           |
| Kế Sách          | Kế Sách       | Sóc Trăng      | 14,61           | 13.735         | 940                       |           | V           |
| Lịch Hội Thượng  | Trần Đề       | Sóc Trăng      | 20,79           | 14.747         | 709                       | 2009      | V           |
| Long Phú         | Long Phú      | Sóc Trăng      | 26,22           | 14.080         | 536                       |           | V           |
| Mỹ Xuyên         | Mỹ Xuyên      | Sóc Trăng      | 14,95           | 14.936         | 999                       |           | V           |
| Phú Lộc          | Thạnh Trị     | Sóc Trăng      | 25,8            | 14.586         | 565                       |           | V           |
| Trần Đề          | Trần Đề       | Sóc Trăng      | 18,83           | 15.013         | 797                       | 2009      | V           |
| Bình Phú         | Cai Lậy       | Tiền Giang     | 19,07           | 18.502         | 970                       | 2022      | V           |
| Cái Bè           | Cái Bè        | Tiền Giang     | 4,14            | 14.794         | 3.573                     |           | V           |
| Chợ Gạo          | Chợ Gạo       | Tiền Giang     | 3,04            | 7.517          | 2.473                     |           | V           |
| Mỹ Phước         | Tân Phước     | Tiền Giang     | 40,28           | 6.678          | 166                       | 1994      | V           |
| Tân Hiệp         | Châu Thành    | Tiền Giang     | 5,74            | 24.563         | 4,294                     |           | V           |
| Tân Hòa          | Gò Công Đông  | Tiền Giang     | 3,25            | 6.830          | 2.102                     | 1987      | V           |
| Vàm Láng         | Gò Công Đông  | Tiền Giang     | 6,00            | 14.302         | 2.384                     | 2010      | V           |
| Vĩnh Bình        | Gò Công Tây   | Tiền Giang     | 7,69            | 11.854         | 1.541                     | 1979      | V           |
| Càng Long        | Càng Long     | Trà Vinh       | 12,52           | 15.223         | 1.216                     | 1996      | V           |
| Cầu Kè           | Cầu Kè        | Trà Vinh       | 2,97            | 6.343          | 2.136                     | 1995      | V           |
| Cầu Ngang        | Cầu Ngang     | Trà Vinh       | 1,99            | 6.267          | 3.149                     | 1991      | V           |
| Cầu Quan         | Tiểu Cần      | Trà Vinh       | 5,63            | 9.543          | 1.695                     | 1995      | IV          |
| Châu Thành       | Châu Thành    | Trà Vinh       | 3,46            | 5.702          | 1.648                     | 1984      | V           |
| Định An          | Trà Cú        | Trà Vinh       | 4,04            | 5.444          | 1.348                     | 2008      | V           |
| Long Thành       | Duyên Hải     | Trà Vinh       | 5,21            | 6.180          | 1.385                     | 2012      | V           |
| Mỹ Long          | Cầu Ngang     | Trà Vinh       | 4,80            | 6.743          | 1.405                     | 1995      | V           |
| Tiểu Cần         | Tiểu Cần      | Trà Vinh       | 4,02            | 6.441          | 1.602                     | 1994      | IV          |
| Trà Cú           | Trà Cú        | Trà Vinh       | 2,95            | 6.744          | 2.286                     | 1994      | V           |
| Cái Nhum         | Mang Thít     | Vĩnh Long      | 16,16           | 11.557         | 715                       | 1994      | V           |
| Long Hồ          | Long Hồ       | Vĩnh Long      | 15,30           | 9.784          | 640                       | 1991      | V           |
| Tam Bình         | Tam Bình      | Vĩnh Long      | 1,67            | 5.158          | 3.089                     | 1985      | V           |
| Tân Quới         | Bình Tân      | Vĩnh Long      | 14,72           | 20.153         | 1.369                     | 2020      | V           |
| Trà Ôn           | Trà Ôn        | Vĩnh Long      | 2,31            | 11.513         | 4.984                     | 1981      | V           |
| Vũng Liêm        | Vũng Liêm     | Vĩnh Long      | 4,72            | 6.934          | 1.469                     | 1985      | V           |

## Các thị trấn không còn tồn tại

### Trực thuộc huyện
| Thị trấn        | Trực thuộc   | Trực thuộc          | Năm thành lập | Năm giải thể | Lý do giải thể         | Thuộc đơn vị hành chính hiện nay                                                                     | Thuộc đơn vị hành chính hiện nay   |
| Thị trấn        | Huyện        | Tỉnh/Thành phố      | Năm thành lập | Năm giải thể | Lý do giải thể         | Xã/Phường/Thị trấn                                                                                   | Quận/Huyện/Thị xã/Thành phố        |
| --------------- | ------------ | ------------------- | ------------- | ------------ | ---------------------- | --- | ---------------------------------- |
| An Dương        | An Dương     | Hải Phòng           | 1986          | 2025         | thành lập phường       | Phường Lê Lợi                                                                                        | Quận An Dương                      |
| An Khê          | An Khê       | Gia Lai             | 1979          | 2004         | thành lập phường       | Phường An Bình, Tây Sơn, An Phú, An Tân                                                              | Thị xã An Khê                      |
| An Lạc          | Bình Chánh   | Hồ Chí Minh         | 1981          | 2003         | thành lập phường       | Phường An Lạc, An Lạc A                                                                              | Quận Bình Tân                      |
| An Lộc          | Bình Long    | Bình Phước          | 1994          | 2009         | thành lập phường       | Phường An Lộc, Hưng Chiến, Phú Thịnh, Phú Đức                                                        | Thị xã Bình Long                   |
| An Lưu          | Kinh Môn     | Hải Dương           | 1996          | 2004         | đổi tên                | Phường An Lưu                                                                                        | Thị xã Kinh Môn                    |
| An Thạnh        | Thuận An     | Bình Dương          | 1994          | 2011         | thành lập phường       | Phường An Thạnh                                                                                      | Thành phố Thuận An                 |
| An Thới         | Phú Quốc     | Kiên Giang          | 2003          | 2020         | thành lập phường       | Phường An Thới                                                                                       | Thành phố Phú Quốc                 |
| Anh Sơn         | Anh Sơn      | Nghệ An             | 1988          | 2025         | thành lập thị trấn mới | Thị trấn Kim Nhan                                                                                    | Huyện Anh Sơn                      |
| Ayun Pa         | Ayun Pa      | Gia Lai             | 1979          | 2007         | thành lập phường       | Phường Cheo Reo, Hòa Bình, Đoàn Kết, Sông Bờ                                                         | Thị xã Ayun Pa                     |
| B'lao           | Bảo Lộc      | Lâm Đồng            |               | 1994         | thành lập phường       | Phường 1, 2, B'lao                                                                                   | Thành phố Bảo Lộc                  |
| Ba Đình         | Ba Tơ        | Quảng Ngãi          | 1987          | 1990         | đổi tên                | Thị trấn Ba Tơ                                                                                       | Huyện Ba Tơ                        |
| Ba Đồn          | Quảng Trạch  | Quảng Bình          | 1958          | 2013         | thành lập phường       | Phường Ba Đồn                                                                                        | Thị xã Ba Đồn                      |
| Ba Hàng         | Phổ Yên      | Thái Nguyên         | 1972          | 2015         | thành lập phường       | Phường Ba Hàng                                                                                       | Thành phố Phổ Yên                  |
| Ba Ngòi         | Cam Ranh     | Khánh Hòa           | 1978          | 2000         | thành lập phường       | Phường Ba Ngòi, Cam Lộc, Cam Lợi, Cam Linh, Cam Thuận, Cam Phú                                       | Thành phố Cam Ranh                 |
| Ba Sao          | Kim Bảng     | Hà Nam              | 2009          | 2025         | thành lập phường       | Phường Ba Sao                                                                                        | Thị xã Kim Bảng                    |
| Bà Rịa          | Châu Thành   | Bà Rịa - Vũng Tàu   | 1982          | 1994         | thành lập phường       | Phường Phước Hưng, Phước Nguyên, Long Toàn, Phước Trung                                              | Thành phố Bà Rịa                   |
| Bạch Hạc        | Việt Trì     | Phú Thọ             |               | 1984         | thành lập phường       | Phường Bạch Hạc                                                                                      | Thành phố Việt Trì                 |
| Bãi Bông        | Phổ Yên      | Thái Nguyên         | 1972          | 2015         | thành lập phường       | Phường Bãi Bông                                                                                      | Thành phố Phổ Yên                  |
| Bắc Kạn         | Bạch Thông   | Bắc Thái            | 1967          | 1990         | thành lập phường       | Phường Đức Xuân, Phùng Chí Kiên, Sông Cầu                                                            | Thành phố Bắc Kạn                  |
| Bắc Sơn         | Phổ Yên      | Thái Nguyên         | 2011          | 2015         | thành lập phường       | Phường Bắc Sơn                                                                                       | Thành phố Phổ Yên                  |
| Bần Yên Nhân    | Mỹ Hào       | Hưng Yên            | 1989          | 2019         | thành lập phường       | Phường Bần Yên Nhân                                                                                  | Thị xã Mỹ Hào                      |
| Bến Tắm         | Chí Linh     | Hải Dương           | 2002          | 2010         | thành lập phường       | Phường Bến Tắm                                                                                       | Thành phố Chí Linh                 |
| Bích Động       | Việt Yên     | Bắc Giang           | 1997          | 2024         | thành lập phường       | Phường Bích Động                                                                                     | Thị xã Việt Yên                    |
| Bỉm Sơn         | Hà Trung     | Thanh Hóa           | 1977          | 1981         | thành lập phường       | Phường Ba Đình, Bắc Sơn, Lam Sơn, Ngọc Trạo, Đông Sơn                                                | Thị xã Bỉm Sơn                     |
| Bình Định       | An Nhơn      | Bình Định           | 1979          | 2011         | thành lập phường       | Phường Bình Định                                                                                     | Thị xã An Nhơn                     |
| Bồng Sơn        | Hoài Nhơn    | Bình Định           | 1986          | 2020         | thành lập phường       | Phường Bồng Sơn                                                                                      | Thị xã Hoài Nhơn                   |
| Buôn Hồ         | Krông Búk    | Đắk Lắk             | 1984          | 2008         | thành lập phường       | Phường An Lạc, An Bình, Thiện An                                                                     | Thị xã Buôn Hồ                     |
| Cái Đôi         | Phú Tân      | Minh Hải            |               | 1979         | đổi tên                | Xã Phú Tân                                                                                           | Huyện Phú Tân                      |
| Cai Lậy         | Cai Lậy      | Tiền Giang          | 1976          | 2013         | thành lập phường       | Phường 1, 2, 4, 5                                                                                    | Thị xã Cai Lậy                     |
| Cái Răng        | Châu Thành   | Cần Thơ             |               | 2004         | thành lập phường       | Phường Lê Bình                                                                                       | Quận Cái Răng                      |
| Cái Vồn         | Bình Minh    | Vĩnh Long           |               | 2012         | thành lập phường       | Phường Cái Vồn, Thành Phước                                                                          | Thị xã Bình Minh                   |
| Can Lộc         | Can Lộc      | Hà Tĩnh             | 1984          | 1999         | thành lập thị trấn mới | Thị trấn Nghèn                                                                                       | Huyện Can Lộc                      |
| Cao Lãnh        | Cao Lãnh     | Đồng Tháp           |               | 1983         | thành lập phường       | Phường 1, 2, 3, 4                                                                                    | Thành phố Cao Lãnh                 |
| Cao Thắng       | Hồng Gai     | Quảng Ninh          |               | 1981         | thành lập phường       | Phường Cao Thắng, Cao Xanh                                                                           | Thành phố Hạ Long                  |
| Cẩm Giàng       | Cẩm Giàng    | Hải Dương           | 1958          | 2019         | thành lập thị trấn mới | Thị trấn Cẩm Giang                                                                                   | Huyện Cẩm Giàng                    |
| Cẩm Thủy        | Cẩm Thủy     | Thanh Hóa           | 1989          | 2019         | thành lập thị trấn mới | Thị trấn Phong Sơn                                                                                   | Huyện Cẩm Thủy                     |
| Cầu Diễn        | Từ Liêm      | Hà Nội              | 1982          | 2013         | thành lập phường       | Phường Cổ Nhuế 1, Cổ Nhuế 2, Phúc Diễn, Phú Diễn; Cầu Diễn                                           | Quận Bắc Từ Liêm, Quận Nam Từ Liêm |
| Cầu Giấy        | Từ Liêm      | Hà Nội              | 1982          | 1996         | thành lập phường       | Phường Quan Hoa, Dịch Vọng Hậu                                                                       | Quận Cầu Giấy                      |
| Cầu Gồ          | Yên Thế      | Bắc Giang           | 1994          | 2019         | thành lập thị trấn mới | Thị trấn Phồn Xương                                                                                  | Huyện Yên Thế                      |
| Chi Lăng        | Tịnh Biên    | An Giang            | 1979          | 2023         | thành lập phường       | Phường Chi Lăng                                                                                      | Thị xã Tịnh Biên                   |
| Chợ Mới         | Chợ Mới      | Bắc Kạn             |               | 2020         | thành lập thị trấn mới | Thị trấn Đồng Tâm                                                                                    | Huyện Chợ Mới                      |
| Chơn Thành      | Chơn Thành   | Bình Phước          | 1994          | 2022         | thành lập phường       | Phường Hưng Long                                                                                     | Thị xã Chơn Thành                  |
| Chũ             | Lục Ngạn     | Bắc Giang           |               | 2025         | thành lập phường       | Phường Chũ                                                                                           | Thị xã Chũ                         |
| Chùa Hang       | Đồng Hỷ      | Thái Nguyên         | 1985          | 2019         | thành lập phường       | Phường Chùa Hang                                                                                     | Thành phố Thái Nguyên              |
| Chư Păh         | Chư Păh      | Gia Lai             | 1985          | 1996         | đổi tên                | Thị trấn Ia Kha                                                                                      | Huyện Ia Grai                      |
| Cọc 5           | Hồng Gai     | Quảng Ninh          |               | 1981         | thành lập phường       | Phường Hồng Hà, Hồng Hải                                                                             | Thành phố Hạ Long                  |
| Cọc 6           | Cẩm Phả      | Quảng Ninh          |               | 1981         | thành lập phường       | Phường Cẩm Phú                                                                                       | Thành phố Cẩm Phả                  |
| Con Cuông       | Con Cuông    | Nghệ An             | 1988          | 2025         | thành lập thị trấn mới | Thị trấn Trà Lân                                                                                     | Huyện Con Cuông                    |
| Cửa Lò          | Nghi Lộc     | Nghệ An             | 1986          | 1994         | thành lập phường       | Phường Nghi Tân, Nghi Thuỷ, Thu Thủy                                                                 | Thành phố Vinh                     |
| Cửa Ông         | Cẩm Phả      | Quảng Ninh          |               | 1981         | thành lập phường       | Phường Cửa Ông                                                                                       | Thành phố Cẩm Phả                  |
| Dĩ An           | Dĩ An        | Bình Dương          | 1994          | 2011         | thành lập phường       | Phường Dĩ An                                                                                         | Thành phố Dĩ An                    |
| Diễn Châu       | Diễn Châu    | Nghệ An             | 1977          | 2025         | thành lập thị trấn mới | Thị trấn Diễn Thành                                                                                  | Huyện Diễn Châu                    |
| Duy Xuyên       | Duy Xuyên    | Quảng Nam - Đà Nẵng | 1986          | 1994         | thành lập thị trấn mới | Thị trấn Nam Phước                                                                                   | Huyện Duy Xuyên                    |
| Duyên Hải       | Duyên Hải    | Trà Vinh            | 1995          | 2015         | thành lập phường       | Phường 1                                                                                             | Thị xã Duyên Hải                   |
| Dương Đông      | Phú Quốc     | Kiên Giang          |               | 2020         | thành lập phường       | Phường Dương Đông                                                                                    | Thành phố Phú Quốc                 |
| Đại Từ          | Đại Từ       | Thái Nguyên         |               | 2013         | thành lập thị trấn mới | Thị trấn Hùng Sơn                                                                                    | Huyện Đại Từ                       |
| Đập Đá          | An Nhơn      | Bình Định           | 1997          | 2011         | thành lập phường       | Phường Đập Đá                                                                                        | Thị xã An Nhơn                     |
| Điện Biên       | Điện Biên    | Lai Châu            |               | 1992         | thành lập phường       | Phường Mường Thanh, Him Lam                                                                          | Thành phố Điện Biên Phủ            |
| Đồ Sơn          | Đồ Sơn       | Hải Phòng           | 1980          | 1988         | thành lập phường       | Phường Vạn Hương, Ngọc Xuyên, Hải Sơn                                                                | Quận Đồ Sơn                        |
| Đồng Nai        | Cát Tiên     | Lâm Đồng            | 1986          | 2013         | thành lập thị trấn mới | Thị trấn Cát Tiên                                                                                    | Huyện Cát Tiên                     |
| Đông Triều      | Đông Triều   | Quảng Ninh          |               | 2015         | thành lập phường       | Phường Đông Triều                                                                                    | Thị xã Đông Triều                  |
| Đồng Văn        | Duy Tiên     | Hà Nam              | 1984          | 2019         | thành lập phường       | Phường Đồng Văn                                                                                      | Thị xã Duy Tiên                    |
| Đồng Xoài       | Đồng Phú     | Bình Phước          | 1994          | 1999         | thành lập phường       | Phường Tân Đồng, Tân Xuân, Tân Bình                                                                  | Thành phố Đồng Xoài                |
| Đức Giang       | Gia Lâm      | Hà Nội              | 1982          | 2003         | thành lập phường       | Phường Đức Giang                                                                                     | Quận Long Biên                     |
| Đức Phổ         | Đức Phổ      | Quảng Ngãi          | 1987          | 2020         | thành lập phường       | Phường Nguyễn Nghiêm                                                                                 | Thị xã Đức Phổ                     |
| Gia Lâm         | Gia Lâm      | Hà Nội              | 1961          | 2003         | thành lập phường       | Phường Ngọc Lâm, Bồ Đề                                                                               | Quận Long Biên                     |
| Gia Nghĩa       | Đắk Nông     | Đắk Nông            |               | 2005         | thành lập phường       | Phường Nghĩa Đức, Nghĩa Thành, Nghĩa Phú, Nghĩa Trung, Nghĩa Tân                                     | Thành phố Gia Nghĩa                |
| Giá Rai         | Giá Rai      | Bạc Liêu            | 1979          | 2015         | thành lập phường       | Phường 1                                                                                             | Thị xã Giá Rai                     |
| Gò Công         | Gò Công Đông | Tiền Giang          | 1979          | 1987         | thành lập phường       | Phường 1, 2                                                                                          | Thành phố Gò Công                  |
| Hà Cối          | Quảng Hà     | Quảng Ninh          |               | 1979         | đổi tên                | Thị trấn Quảng Hà                                                                                    | Huyện Hải Hà                       |
| Hà Nam          | Thanh Liêm   | Hà Nam Ninh         | 1977          | 1981         | thành lập phường       | Phường Hai Bà Trưng, Lương Khánh Thiện, Minh Khai, Trần Hưng Đạo, Quang Trung                        | Thành phố Phủ Lý                   |
| Hà Tiên         | Hà Tiên      | Kiên Giang          |               | 1998         | thành lập phường       | Phường Bình San, Đông Hồ, Tô Châu, Pháo Đài                                                          | Thành phố Hà Tiên                  |
| Hải Lăng        | Hải Lăng     | Quảng Trị           | 1994          | 2019         | thành lập thị trấn mới | Thị trấn Diên Sanh                                                                                   | Huyện Hải Lăng                     |
| Hải Ninh        | Móng Cái     | Quảng Ninh          | 1979          | 1991         | thành lập phường       | Phường Ka Long, Trần Phú, Hòa Lạc                                                                    | Thành phố Móng Cái                 |
| Hòa Bình        | Tương Dương  | Nghệ An             | 1989          | 2019         | thành lập thị trấn mới | Thị trấn Thạch Giám                                                                                  | Huyện Tương Dương                  |
| Hòa Hiệp Trung  | Đông Hòa     | Phú Yên             | 2013          | 2020         | thành lập phường       | Phường Hòa Hiệp Trung                                                                                | Thị xã Đông Hòa                    |
| Hòa Mạc         | Duy Tiên     | Hà Nam              | 1986          | 2019         | thành lập phường       | Phường Hòa Mạc                                                                                       | Thị xã Duy Tiên                    |
| Hòa Thành       | Hòa Thành    | Tây Ninh            | 1979          | 2020         | thành lập phường       | Phường Long Hoa                                                                                      | Thị xã Hòa Thành                   |
| Hòa Vinh        | Đông Hòa     | Phú Yên             | 2013          | 2020         | thành lập phường       | Phường Hòa Vinh                                                                                      | Thị xã Đông Hòa                    |
| Hoàng Mai       | Quỳnh Lưu    | Nghệ An             | 2006          | 2013         | thành lập phường       | Phường Quỳnh Thiện                                                                                   | Thị xã Hoàng Mai                   |
| Hồ              | Thuận Thành  | Bắc Ninh            | 1997          | 2023         | thành lập phường       | Phường Hồ                                                                                            | Thị xã Thuận Thành                 |
| Hộ Phòng        | Giá Rai      | Bạc Liêu            | 1979          | 2015         | thành lập phường       | Phường Hộ Phòng                                                                                      | Thị xã Giá Rai                     |
| Hồng Lĩnh       | Đức Thọ      | Hà Tĩnh             | 1981          | 1992         | thành lập phường       | Phường Bắc Hồng                                                                                      | Thị xã Hồng Lĩnh                   |
| Hồng Ngự        | Hồng Ngự     | Đồng Tháp           |               | 2008         | thành lập phường       | Phường An Lộc, An Thạnh                                                                              | Thành phố Hồng Ngự                 |
| Hùng Quốc       | Trà Lĩnh     | Cao Bằng            | 1999          | 2020         | đổi tên                | Thị trấn Trà Lĩnh                                                                                    | Huyện Trùng Khánh                  |
| Kiến An         | Kiến An      | Hải Phòng           | 1980          | 1988         | thành lập phường       | Phường Quán Trữ, Lãm Hà, Bắc Sơn, Trần Thành Ngọ, Ngọc Sơn, Tràng Minh, Văn Đẩu, Phù Liễn            | Quận Kiến An                       |
| Kinh Môn        | Kinh Môn     | Hải Dương           | 2004          | 2019         | thành lập phường       | Phường An Lưu                                                                                        | Thị xã Kinh Môn                    |
| Kon Plông       | Kon Plông    | Kon Tum             | 1996          | 2002         | đổi tên                | Thị trấn Đắk Rve                                                                                     | Huyện Kon Rẫy                      |
| Krông Pắc       | Krông Pắc    | Đắk Lắk             |               | 1996         | đổi tên                | Thị trấn Phước An                                                                                    | Huyện Krông Pắc                    |
| Kỳ Anh          | Kỳ Anh       | Hà Tĩnh             | 1986          | 2015         | thành lập phường       | Phường Hưng Trí                                                                                      | Thị xã Kỳ Anh                      |
| Kỳ Sơn          | Kỳ Sơn       | Hòa Bình            | 1994          | 2019         | thành lập phường       | Phường Kỳ Sơn                                                                                        | Thành phố Hòa Bình                 |
| La Gi           | Hàm Tân      | Bình Thuận          | 1979          | 2006         | thành lập phường       | Phường Phước Hội, Phước Lộc                                                                          | Thị xã La Gi                       |
| Lái Thiêu       | Thuận An     | Bình Dương          | 1994          | 2011         | thành lập phường       | Phường Lái Thiêu                                                                                     | Thành phố Thuận An                 |
| Long Mỹ         | Long Mỹ      | Hậu Giang           |               | 2015         | thành lập phường       | Phường Bình Thạnh, Thuận An                                                                          | Thị xã Long Mỹ                     |
| Lục Nam         | Lục Nam      | Bắc Giang           | 1957          | 2019         | sáp nhập               | Thị trấn Đồi Ngô                                                                                     | Huyện Lục Nam                      |
| Mai Dịch        | Từ Liêm      | Hà Nội              | 1990          | 1996         | thành lập phường       | Phường Mai Dịch                                                                                      | Quận Cầu Giấy                      |
| Mang Yang       | Mang Yang    | Gia Lai             | 1990          | 2000         | đổi tên                | Thị trấn Đắk Đoa                                                                                     | Huyện Đắk Đoa                      |
| Mạo Khê         | Đông Triều   | Quảng Ninh          |               | 2015         | thành lập phường       | Phường Mạo Khê                                                                                       | Thị xã Đông Triều                  |
| Minh Đức        | Thủy Nguyên  | Hải Phòng           | 1986          | 2025         | thành lập phường       | Phường Minh Đức                                                                                      | Thành phố Thủy Nguyên              |
| Minh Khai       | Bạch Thông   | Bắc Kạn             | 1990          | 1997         | thành lập phường       | Phường Nguyễn Thị Minh Khai                                                                          | Thành phố Bắc Kạn                  |
| Minh Tân        | Kinh Môn     | Hải Dương           | 2004          | 2019         | thành lập phường       | Phường Minh Tân                                                                                      | Thị xã Kinh Môn                    |
| Mỏ Chè          | Phổ Yên      | Thái Nguyên         | 1972          | 1985         | thành lập phường       | Phường Mỏ Chè, Châu Sơn, Thắng Lợi                                                                   | Thành phố Sông Công                |
| Móng Cái        | Hải Ninh     | Quảng Ninh          | 1964          | 1998         | thành lập phường       | Phường Ka Long, Trần Phú, Hòa Lạc                                                                    | Thành phố Móng Cái                 |
| Mộc Châu        | Mộc Châu     | Sơn La              | 1961          | 2025         | thành lập phường       | Phường Mộc Lỵ, Mộc Sơn                                                                               | Thị xã Mộc Châu                    |
| Mộc Hóa         | Mộc Hóa      | Long An             |               | 2013         | thành lập phường       | Phường 1, 2                                                                                          | Thị xã Kiến Tường                  |
| Mông Dương      | Cẩm Phả      | Quảng Ninh          |               | 1981         | thành lập xã, phường   | Phường Mông Dương, Xã Cẩm Hải                                                                        | Thành phố Cẩm Phả                  |
| Mường Ẳng       | Tuần Giáo    | Điện Biên           | 1997          | 2006         | đổi tên                | Thị trấn Mường Ảng                                                                                   | Huyện Mường Ảng                    |
| Mường Khến      | Tân Lạc      | Hòa Bình            | 1988          | 2019         | thành lập thị trấn mới | Thị trấn Mãn Đức                                                                                     | Huyện Tân Lạc                      |
| Mường Lay       | Mường Lay    | Điện Biên           | 1977          | 1997         | sáp nhập               | Xã Lay Nưa                                                                                           | Thị xã Mường Lay                   |
| Mường Lay       | Mường Lay    | Điện Biên           | 1997          | 2005         | đổi tên                | Thị trấn Mường Chà                                                                                   | Huyện Mường Chà                    |
| Mỹ Lộc          | Mỹ Lộc       | Nam Định            | 2003          | 2024         | thành lập phường       | Phường Hưng Lộc                                                                                      | Thành phố Nam Định                 |
| Mỹ Phước        | Bến Cát      | Bình Dương          | 1994          | 2013         | thành lập phường       | Phường Mỹ Phước                                                                                      | Thành phố Bến Cát                  |
| Năm Căn         | Ngọc Hiển    | Minh Hải            | 1979          | 1987         | thành lập xã           | Xã Hàng Vịnh                                                                                         | Huyện Năm Căn                      |
| Neo             | Yên Dũng     | Bắc Giang           | 1994          | 2020         | thành lập thị trấn mới | Thị trấn Nham Biền                                                                                   | Huyện Yên Dũng                     |
| Nếnh            | Việt Yên     | Bắc Giang           | 2003          | 2024         | thành lập phường       | Phường Nếnh                                                                                          | Thị xã Việt Yên                    |
| Ngã Năm         | Ngã Năm      | Sóc Trăng           |               | 2013         | thành lập phường       | Phường 1                                                                                             | Thị xã Ngã Năm                     |
| Nghi Xuân       | Nghi Xuân    | Hà Tĩnh             | 1988          | 2019         | thành lập thị trấn mới | Thị trấn Tiên Điền                                                                                   | Huyện Nghi Xuân                    |
| Nghĩa Đô        | Từ Liêm      | Hà Nội              | 1982          | 1996         | thành lập phường       | Phường Nghĩa Đô                                                                                      | Quận Cầu Giấy                      |
| Nghĩa Lộ        | Văn Chấn     | Yên Bái             | 1978          | 1995         | thành lập phường       | Phường Pú Trạng, Tân An, Trung Tâm, Cầu Thia                                                         | Thị xã Nghĩa Lộ                    |
| Nghĩa Tân       | Từ Liêm      | Hà Nội              | 1992          | 1996         | thành lập phường       | Phường Nghĩa Tân                                                                                     | Quận Cầu Giấy                      |
| Ngô Đồng        | Giao Thủy    | Nam Định            | 1986          | 2024         | thành lập thị trấn mới | Thị trấn Giao Thủy                                                                                   | Huyện Giao Thủy                    |
| Nhà Bàng        | Tịnh Biên    | An Giang            | 1986          | 2023         | thành lập phường       | Phường Nhà Bàng                                                                                      | Thị xã Tịnh Biên                   |
| Nham Biền       | Yên Dũng     | Bắc Giang           | 2020          | 2025         | thành lập phường       | Phường Nham Biền                                                                                     | Thành phố Bắc Giang                |
| Nhồi            | Đông Sơn     | Thanh Hóa           | 2006          | 2012         | thành lập phường       | Phường An Hoạch (2012), An Hưng (2019)                                                               | Thành phố Thanh Hóa                |
| Ninh Bình       | Hoa Lư       | Hà Nam Ninh         | 1977          | 1981         | thành lập phường       | Phường Tân Thành, Đông Thành, Nam Thành, Phúc Thành, Nam Bình, Bích Đào, Thanh Bình, Vân Giang       | Thành phố Ninh Bình                |
| Ninh Hòa        | Ninh Hòa     | Khánh Hòa           | 1978          | 2010         | thành lập phường       | Phường Ninh Hiệp                                                                                     | Thị xã Ninh Hòa                    |
| Núi Đèo         | Thủy Nguyên  | Hải Phòng           | 1986          | 2025         | thành lập phường       | Phường Thủy Đường                                                                                    | Thành phố Thủy Nguyên              |
| Ô Môn           | Ô Môn        | Cần Thơ             |               | 2004         | thành lập phường       | Phường Châu Văn Liêm, Thới Hoà                                                                       | Quận Ô Môn                         |
| Phả Lại         | Chí Linh     | Hải Dương           |               | 2010         | thành lập phường       | Phường Phả Lại                                                                                       | Thành phố Chí Linh                 |
| Phan Rang       | Ninh Hải     | Thuận Hải           | 1977          | 1981         | thành lập phường       | Phường Kinh Dinh, Phủ Hà, Đạo Long, Đài Sơn                                                          | Thành phố Phan Rang - Tháp Chàm    |
| Phong Điền      | Phong Điền   | Huế                 | 1995          | 2025         | thành lập phường       | Phường Phong Thu                                                                                     | Thị xã Phong Điền                  |
| Phong Thổ       | Tam Đường    | Lai Châu            | 1997          | 2004         | thành lập phường       | Phường Quyết Thắng, Tân Phong, Đoàn Kết                                                              | Thành phố Lai Châu                 |
| Phố Mới         | Quế Võ       | Bắc Ninh            | 1995          | 2023         | thành lập phường       | Phường Phố Mới                                                                                       | Thị xã Quế Võ                      |
| Phú Bài         | Hương Thủy   | Huế                 | 1983          | 2010         | thành lập phường       | Phường Phú Bài                                                                                       | Thị xã Hương Thủy                  |
| Phú Hộ          | Phù Ninh     | Phù Ninh            | 1997          | 2003         | thành lập xã           | Xã Phú Hộ                                                                                            | Thị xã Phú Thọ                     |
| Phú Lâm         | Tuy Hòa      | Phú Yên             | 1975          | 2005         | thành lập phường       | Phường Phú Lâm, Phú Đông, Phú Thạnh                                                                  | Thành phố Tuy Hòa                  |
| Phú Mỹ          | Phú Mỹ       | Bà Rịa - Vũng Tàu   | 1994          | 2019         | thành lập phường       | Phường Phú Mỹ                                                                                        | Thị xã Phú Mỹ                      |
| Phú Tân         | Cái Nước     | Cà Mau              | 1979          | 1991         | thành lập xã           | Xã Phú Tân                                                                                           | Huyện Phú Tân                      |
| Phú Thứ         | Kinh Môn     | Hải Dương           | 2004          | 2019         | thành lập phường       | Phường Phú Thứ                                                                                       | Thị xã Kinh Môn                    |
| Phúc Yên        | Mê Linh      | Vĩnh Phúc           | 1976          | 2003         | thành lập phường       | Phường Hùng Vương, Trưng Trắc, Trưng Nhị                                                             | Thành phố Phúc Yên                 |
| Phụng Hiệp      | Phụng Hiệp   | Hậu Giang           |               | 2005         | thành lập phường       | Phường Ngã Bảy, Lái Hiếu, Hiệp Thành                                                                 | Thành phố Ngã Bảy                  |
| Phước Bình      | Phước Long   | Bình Phước          | 1994          | 2019         | thành lập phường       | Phường Phước Bình, Long Phước                                                                        | Thị xã Phước Long                  |
| Quan Hóa        | Quan Hóa     | Thanh Hóa           | 1987          | 2019         | thành lập thị trấn mới | Thị trấn Hồi Xuân                                                                                    | Huyện Quan Hóa                     |
| Quan Sơn        | Quan Sơn     | Thanh Hóa           | 2003          | 2019         | thành lập thị trấn mới | Thị trấn Sơn Lư                                                                                      | Huyện Quan Sơn                     |
| Quán Toan       | An Hải       | Hải Phòng           | 1979          | 1993         | thành lập phường       | Phường Quán Toan                                                                                     | Quận Hồng Bàng                     |
| Quảng Oai       | Ba Vì        | Hà Tây              | 1987          | 1994         | thành lập thị trấn mới | Thị trấn Tây Đằng                                                                                    | Huyện Ba Vì                        |
| Quảng Trị       | Triệu Hải    | Quảng Trị           | 1981          | 1989         | thành lập phường       | Phường 1, 2, 3, An Đôn                                                                               | Thị xã Quảng Trị                   |
| Quảng Xương     | Quảng Xương  | Thanh Hóa           | 1991          | 2019         | thành lập thị trấn mới | Thị trấn Tân Phong                                                                                   | Huyện Quảng Xương                  |
| Quảng Yên       | Quảng Yên    | Quảng Ninh          | 1964          | 2011         | thành lập phường       | Phường Quảng Yên                                                                                     | Thị xã Quảng Yên                   |
| Quế             | Kim Bảng     | Hà Nam              | 1986          | 2025         | thành lập phường       | Phường Quế                                                                                           | Thị xã Kim Bảng                    |
| Quỳ Châu        | Quỳ Châu     | Nghệ An             | 1990          | 2010         | thành lập thị trấn mới | Thị trấn Tân Lạc                                                                                     | Huyện Quỳ Châu                     |
| Rạch Sỏi        | Châu Thành   | Kiên Giang          |               | 1988         | thành lập phường       | Phường Rạch Sỏi, Vĩnh Lợi                                                                            | Thành phố Rạch Giá                 |
| Rừng Thông      | Đông Sơn     | Thanh Hóa           | 1992          | 2025         | thành lập phường       | Phường Rừng Thông                                                                                    | Thành phố Thanh Hóa                |
| Sa Pa           | Sa Pa        | Lào Cai             |               | 2019         | thành lập phường       | Phường Cầu Mây, Sa Pa, Sa Pả, Ô Quý Hồ, Hàm Rồng, Phan Si Păng                                       | Thị xã Sa Pa                       |
| Sài Đồng        | Gia Lâm      | Hà Nội              | 1982          | 2003         | thành lập phường       | Phường Phúc Đòng, Phúc Lợi                                                                           | Quận Long Biên                     |
| Sao Đỏ          | Chí Linh     | Hải Dương           | 1978          | 2010         | thành lập phường       | Phường Sao Đỏ                                                                                        | Thành phố Chí Linh                 |
| Sầm Sơn         | Quảng Xương  | Thanh Hóa           | 1963          | 1981         | thành lập phường       | Phường Bắc Sơn, Trường Sơn                                                                           | Thành phố Sầm Sơn                  |
| Sông Cầu        | Sông Cầu     | Phú Yên             |               | 2009         | thành lập phường       | Phường Xuân Yên, Xuân Phú, Xuân Thành                                                                | Thị xã Sông Cầu                    |
| Sông Thao       | Cẩm Khê      | Phú Thọ             | 1995          | 2019         | thành lập thị trấn mới | Thị trấn Cẩm Khê                                                                                     | Huyện Cẩm Khê                      |
| Sơn Tịnh        | Sơn Tịnh     | Quảng Ngãi          | 1987          | 2013         | thành lập phường       | Phường Trương Quang Trọng                                                                            | Thành phố Quảng Ngãi               |
| Tam Dương       | Tam Dương    | Vĩnh Phúc           | 1995          | 1999         | thành lập phường       | Phường Đồng Tâm, Hội Hợp                                                                             | Thành phố Vĩnh Yên                 |
| Tam Điệp        | Tam Điệp     | Hà Nam Ninh         | 1974          | 1982         | thành lập phường       | Phường Bắc Sơn, Nam Sơn, Tây Sơn, Trung Sơn                                                          | Thành phố Tam Điệp                 |
| Tam Kỳ          | Tam Kỳ       | Quảng Nam - Đà Nẵng |               | 1983         | thành lập phường       | Phường An Mỹ, An Sơn, An Xuân, Hòa Hương, Phước Hòa, Tân Thạnh, Trường Xuân (1983), Hòa Thuận (2005) | Thành phố Tam Kỳ                   |
| Tam Quan        | Hoài Nhơn    | Bình Định           | 1997          | 2020         | thành lập phường       | Phường Tam Quan                                                                                      | Thị xã Hoài Nhơn                   |
| Tào Xuyên       | Hoằng Hóa    | Thanh Hóa           | 2003          | 2012         | thành lập phường       | Phường Tào Xuyên                                                                                     | Thành phố Thanh Hóa                |
| Tắc Vân         | Cà Mau       | Minh Hải            | 1975          | 1983         | thành lập xã           | Xã Tắc Vân                                                                                           | Thành phố Cà Mau                   |
| Tân An          | Hiệp Đức     | Quảng Nam           | 1986          | 2020         | thành lập thị trấn mới | Thị trấn Tân Bình                                                                                    | Huyện Hiệp Đức                     |
| Tân An          | Yên Dũng     | Bắc Giang           | 2020          | 2025         | thành lập phường       | Phường Tân An                                                                                        | Thành phố Bắc Giang                |
| Tân Bình        | Yên Sơn      | Tuyên Quang         | 1979          | 2019         | thành lập phường       | Phường Đội Cấn                                                                                       | Thành phố Tuyên Quang              |
| Tân Châu        | Tân Châu     | An Giang            |               | 2009         | thành lập phường       | Phường Long Thạnh, Long Hưng, Long Châu                                                              | Thị xã Tân Châu                    |
| Tân Dân         | Yên Dũng     | Bắc Giang           | 2007          | 2020         | thành lập thị trấn mới | Thị trấn Tân An                                                                                      | Huyện Yên Dũng                     |
| Tân Phước Khánh | Tân Uyên     | Bình Dương          | 1997          | 2013         | thành lập phường       | Phường Tân Phước Khánh                                                                               | Thành phố Tân Uyên                 |
| Tế Tiêu         | Mỹ Đức       | Hà Tây              | 1988          | 2004         | thành lập thị trấn mới | Thị trấn Đại Nghĩa                                                                                   | Huyện Mỹ Đức                       |
| Thác Mơ         | Phước Long   | Bình Phước          | 1994          | 2009         | thành lập phường       | Phường Long Thủy, Thác Mơ                                                                            | Thị xã Phước Long                  |
| Thái Hòa        | Nghĩa Đàn    | Nghệ An             | 1965          | 2007         | thành lập phường       | Phường Hòa Hiếu                                                                                      | Thị xã Thái Hòa                    |
| Thái Hòa        | Tân Uyên     | Bình Dương          | 2009          | 2013         | thành lập phường       | Phường Thái Hòa                                                                                      | Thành phố Tân Uyên                 |
| Thái Lão        | Hưng Nguyên  | Nghệ An             | 1986          | 1998         | thành lập thị trấn mới | Thị trấn Hưng Nguyên                                                                                 | Huyện Hưng Nguyên                  |
| Thanh Chương    | Thanh Chương | Nghệ An             | 1984          | 2025         | thành lập thị trấn mới | Thị trấn Dùng                                                                                        | Huyện Thanh Chương                 |
| Thanh Hà        | Lạc Thủy     | Hòa Bình            | 1999          | 2019         | thành lập thị trấn mới | Thị trấn Ba Hàng Đồi                                                                                 | Huyện Lạc Thủy                     |
| Thanh Nê        | Kiến Xương   | Thái Bình           | 1988          | 2020         | thành lập thị trấn mới | Thị trấn Kiến Xương                                                                                  | Huyện Kiến Xương                   |
| Thanh Sơn       | Sơn Động     | Bắc Giang           | 2008          | 2019         | thành lập thị trấn mới | Thị trấn Tây Yên Tử                                                                                  | Huyện Sơn Động                     |
| Tháp Chàm       | An Sơn       | Thuận Hải           | 1977          | 1981         | thành lập phường       | Phường Đô Vinh, Bảo An, Phước Mỹ                                                                     | Thành phố Phan Rang - Tháp Chàm    |
| Thốt Nốt        | Thốt Nốt     | Cần Thơ             |               | 2008         | thành lập phường       | Phường Thốt Nốt                                                                                      | Quận Thốt Nốt                      |
| Thuận An        | Phú Vang     | Huế                 | 1999          | 2021         | thành lập phường       | Phường Thuận An                                                                                      | Thành phố Huế                      |
| Tịnh Biên       | Tịnh Biên    | An Giang            | 2005          | 2023         | thành lập phường       | Phường Tịnh Biên                                                                                     | Thị xã Tịnh Biên                   |
| Tĩnh Gia        | Tĩnh Gia     | Thanh Hóa           | 1984          | 2020         | thành lập phường       | Phường Hải Hòa                                                                                       | Thị xã Nghi Sơn                    |
| Trà Lồng        | Long Mỹ      | Hậu Giang           | 2006          | 2015         | thành lập phường       | Phường Trà Lồng                                                                                      | Thị xã Long Mỹ                     |
| Trảng Bàng      | Trảng Bàng   | Tây Ninh            |               | 2020         | thành lập phường       | Phường Trảng Bàng                                                                                    | Thị xã Trảng Bàng                  |
| Trới            | Hoành Bồ     | Quảng Ninh          |               | 2019         | thành lập phường       | Phường Hoành Bồ                                                                                      | Thành phố Hạ Long                  |
| Tuy Hòa         | Tuy Hòa      | Phú Khánh           | 1977          | 1978         | thành lập phường       | Phường 1, 2, 3, 4, 5, 6, 7, 8                                                                        | Thành phố Tuy Hòa                  |
| Tứ Hạ           | Hương Trà    | Huế                 | 1984          | 2011         | thành lập phường       | Phường Tứ Hạ                                                                                         | Thị xã Hương Trà                   |
| Từ Sơn          | Từ Sơn       | Bắc Ninh            | 1959          | 2008         | thành lập phường       | Phường Đông Ngàn                                                                                     | Thành phố Từ Sơn                   |
| Uyên Hưng       | Tân Uyên     | Bình Dương          | 1994          | 2013         | thành lập phường       | Phường Uyên Hưng                                                                                     | Thành phố Tân Uyên                 |
| Vạn Hà          | Thiệu Hóa    | Thanh Hóa           | 2000          | 2019         | thành lập thị trấn mới | Thị trấn Thiệu Hóa                                                                                   | Huyện Thiệu Hóa                    |
| Vị Thanh        | Vị Thanh     | Cần Thơ             |               | 1999         | thành lập phường       | Phường 1, 2, 3, 4                                                                                    | Thành phố Vị Thanh                 |
| Vĩnh Châu       | Vĩnh Châu    | Sóc Trăng           |               | 2011         | thành lập phường       | Phường 1                                                                                             | Thị xã Vĩnh Châu                   |
| Vĩnh Điện       | Điện Bàn     | Quảng Nam           | 1981          | 2015         | thành lập phường       | Phường Vĩnh Điện                                                                                     | Thị xã Điện Bàn                    |
| Xuân Hòa        | Mê Linh      | Vĩnh Phúc           | 1976          | 2003         | thành lập phường       | Phường Xuân Hòa, Đồng Xuân                                                                           | Thành phố Phúc Yên                 |
| Xuân Lộc        | Long Khánh   | Đồng Nai            |               | 2003         | thành lập phường       | Phường Xuân An, Xuân Bình, Xuân Hòa, Phú Bình và xã Bàu Trâm                                         | Thành phố Long Khánh               |
| Yên Thành       | Yên Thành    | Nghệ An             | 1986          | 2025         | thành lập thị trấn mới | Thị trấn Hoa Thành                                                                                   | Huyện Yên Thành                    |

### Trực thuộc thị xã, thành phố
Các thị trấn thuộc thị xã, thành phố đều được giải thể vào năm 1981 để thành lập các phường mới.
| Thị trấn   | Trực thuộc            | Trực thuộc  | Thuộc đơn vị hành chính hiện nay  | Thuộc đơn vị hành chính hiện nay |
| Thị trấn   | Thị xã/Thành phố      | Tỉnh        | Xã/phường                         | Thành phố                        |
| ---------- | --------------------- | ----------- | --------------------------------- | -------------------------------- |
| Bãi Cháy   | Thị xã Hồng Gai       | Quảng Ninh  | Phường Bãi Cháy                   | Hạ Long                          |
| Bạch Hạc   | Thành phố Việt Trì    | Phú Thọ     | Phường Bạch Hạc                   | Việt Trì                         |
| Cao Thắng  | Thị xã Hồng Gai       | Quảng Ninh  | Phường Cao Thắng, Cao Xanh        | Hạ Long                          |
| Cọc 5      | Thị xã Hồng Gai       | Quảng Ninh  | Phường Hồng Hà, Hồng Hải          | Hạ Long                          |
| Cọc 6      | Thị xã Cẩm Phả        | Quảng Ninh  | Phường Cẩm Phú                    | Cẩm Phả                          |
| Cửa Ông    | Thị xã Cẩm Phả        | Quảng Ninh  | Phường Cửa Ông                    | Cẩm Phả                          |
| Giếng Đáy  | Thị xã Hồng Gai       | Quảng Ninh  | Phường Giếng Đáy, Hà Khẩu         | Hạ Long                          |
| Hà Lầm     | Thị xã Hồng Gai       | Quảng Ninh  | Phường Hà Lầm, Hà Trung, Hà Khánh | Hạ Long                          |
| Hà Tu      | Thị xã Hồng Gai       | Quảng Ninh  | Phường Hà Tu, Hà Phong            | Hạ Long                          |
| Mông Dương | Thị xã Cẩm Phả        | Quảng Ninh  | Phường Mông Dương, xã Hải Hòa     | Cẩm Phả                          |
| Núi Voi    | Thành phố Thái Nguyên | Thái Nguyên | Phường Chùa Hang                  | Thái Nguyên                      |
| Vàng Danh  | Thị xã Uông Bí        | Quảng Ninh  | Phường Vàng Danh                  | Uông Bí                          |